# Sizun
Sizun [sizœ̃] est une commune du département du Finistère, dans la région Bretagne, en France. La commune est située au nord des monts d'Arrée, est classée station verte et fait partie du parc naturel régional d'Armorique.

## Étymologie et origines
Sizun est attesté dès 1173.
L'étymologie du nom Sizun est incertaine : comme pour le cap Sizun, c'est peut-être le sens de rocher déchiqueté dans la langue celte, faisant allusion aux crêtes rocheuses des monts d'Arrée situés au sud de la localité, qu'il faut retenir.
Une autre explication : le nom proviendrait de Sidonius, disciple irlandais de saint Philibert à l'abbaye de Jumièges. Le nom de L'île de Sein, appelée par le passé Sizun aurait la même étymologie. Bernard Tanguy réfute l'hypothèse du nom de saint Sidonius, ainsi que tout lien avec le mot courant Sizun, « semaine », Seithun en vieux-breton.
Une autre hypothèse plus probable émet l'idée que le nom proviendrait de saint Suliau, le patron de l'église paroissiale.
L'appartenance de Sizun à l'ancienne vicomté de Léon reste discutée. Si la plupart des historiens considèrent traditionnellement le Haut Élorn comme sa limite méridionale, la configuration du finage de la paroisse de Sizun infirme partiellement cette hypothèse. L'Élorn coule à un kilomètre au sud et à l'ouest du bourg, mais le territoire de la paroisse (et de la commune maintenant) s'étend bien au-delà vers le sud jusqu'à la ligne de crête des monts d'Arrée, incluant le territoire de la trève de Saint-Cadou, décalant alors la limite de la vicomté du Léon pour la faire coïncider avec la ligne de crête. Le raisonnement est analogue pour les paroisses (maintenant communes) de Commana et Plounéour-Ménez.

## Géographie

### Présentation générale de la commune
| - Localisation de Sizun sur une carte des communes du Finistère. - Carte de la commune de Sizun (tracé en orange de la limite communale). |

Les habitants se nomment Sizunien(-ne)s. Le bourg se trouve à 14 km au sud-est de Landerneau, à 108 mètres d'altitude, implanté dans la presqu'île de confluence formée par l'Élorn et son affluent de rive droite le Stain, nettement excentré vers le nord-ouest au sein du territoire communal.
Faisant partie du plateau granitique du Léon, la commune est située au nord des monts d'Arrée, la section de Saint-Cadou en possédant même une partie du versant nord, s'échelonnant de 382 mètres d'altitude au sommet du Ménez Kador (ou Tuchen Kador ou signal de Toussaines), dont le versant occidental appartient donc au territoire communal et qui fut longtemps considéré comme le plus haut sommet de la Bretagne avant d'être devancé par le Roc'h Ruz situé sur le territoire de la commune de Plounéour-Ménez et 80 mètres au nord-ouest du territoire communal dans la partie aval de la vallée de l'Élorn. La commune forme donc un vaste plan incliné du sud-est (les parties sud et est de la section de Saint-Cadou dépassent les 250 mètres d'altitude, le prolongement occidental des monts d'Arrée ayant des sommets avoisinant 300 mètres à la limite méridionale de la commune dans le bois de la Caisse d'Épargne et plus à l'ouest le rocher de Caranoët à 299 m d'altitude) au nord-ouest, le dénivelé atteignant environ 300 mètres entre le point le plus haut et le plus bas.
La commune est traversée par le fleuve côtier Élorn, appelé autrefois Dourdun ou Dourdu, dont la source est située dans la commune au nord du Tuchen Kador, et deux de ses affluents : le Stain sur sa rive droite, le ruisseau de Kan an Ôd sur sa rive gauche. Ce fleuve, longtemps riche en saumons, se jette dans la rade de Brest, le barrage du Drennec créé pour les besoins en eau de la ville de Brest et des autres communes du nord du Finistère ayant entraîné la création du lac du Drennec, à cheval sur les communes de Sizun et de Commana. Le syndicat de bassin de l'Élorn est propriétaire et gestionnaire du barrage du Drennec, gère les eaux du lac et la microcentrale hydroélectrique qui y est installée. Le projet SAGE Élorn est approuvé en février 2010 et va permettre une meilleure gestion des eaux du bassin et en particulier d'améliorer la lutte contre les nitrates.
Dans cette commune, dotée d'une superficie de 58 km2, la population est répartie (outre le bourg) dans une trentaine de hameaux dont les principaux sont Coathuel, Roc'h Cléguer, Kerféos, le Drennec, Kermelon, le Guennec, Saint-Maudetz, Pennavoaz, Launay, Kergleuziou dans la partie orientale de la commune ; Bodivy, Castel Don, Vergraon, Kerhamon, Kermarguin, Kerembélec dans la partie occidentale ; Kéréveur, le Coadic, Lignou Drein dans la partie méridionale ; Roudouderc'h, Hengoat, Moguerou, Kermarquer, Labou, Quélennec, Coz Castel, Elléouet, Falzou, Falzou Baron, Kergréac'h, Lestrémélar dans la section de Saint-Cadou.

### Communes limitrophes
| Ploudiry           | Locmélar              | Saint-Sauveur, Commana |
| Le Tréhou          | Sizun                 | Commana, Botmeur       |
| Saint-Eloy, Hanvec | Lopérec, Saint-Rivoal | Botmeur, Saint-Rivoal  |

### Saint-Cadou

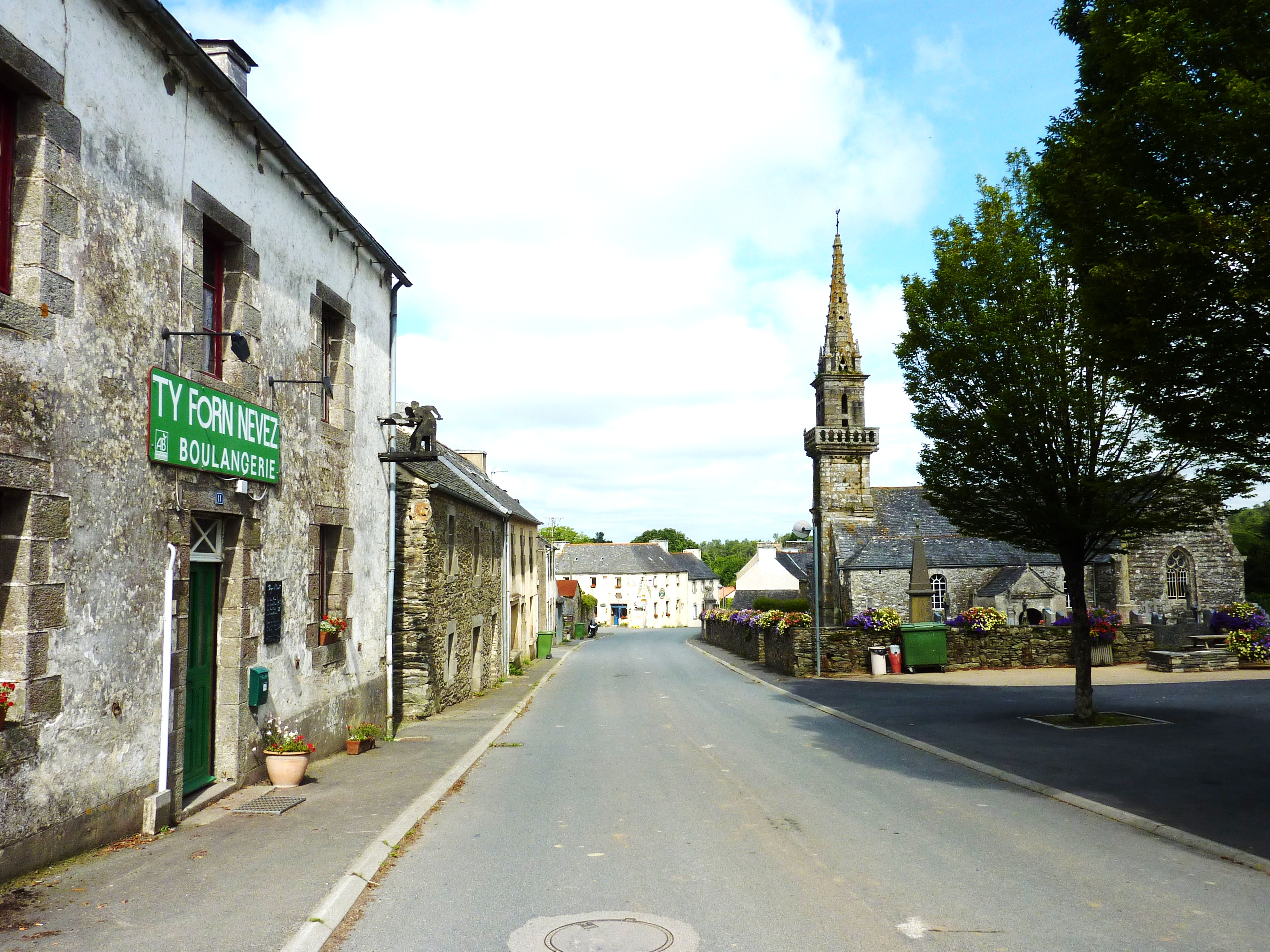
Saint-Cadou : la rue principale du village.

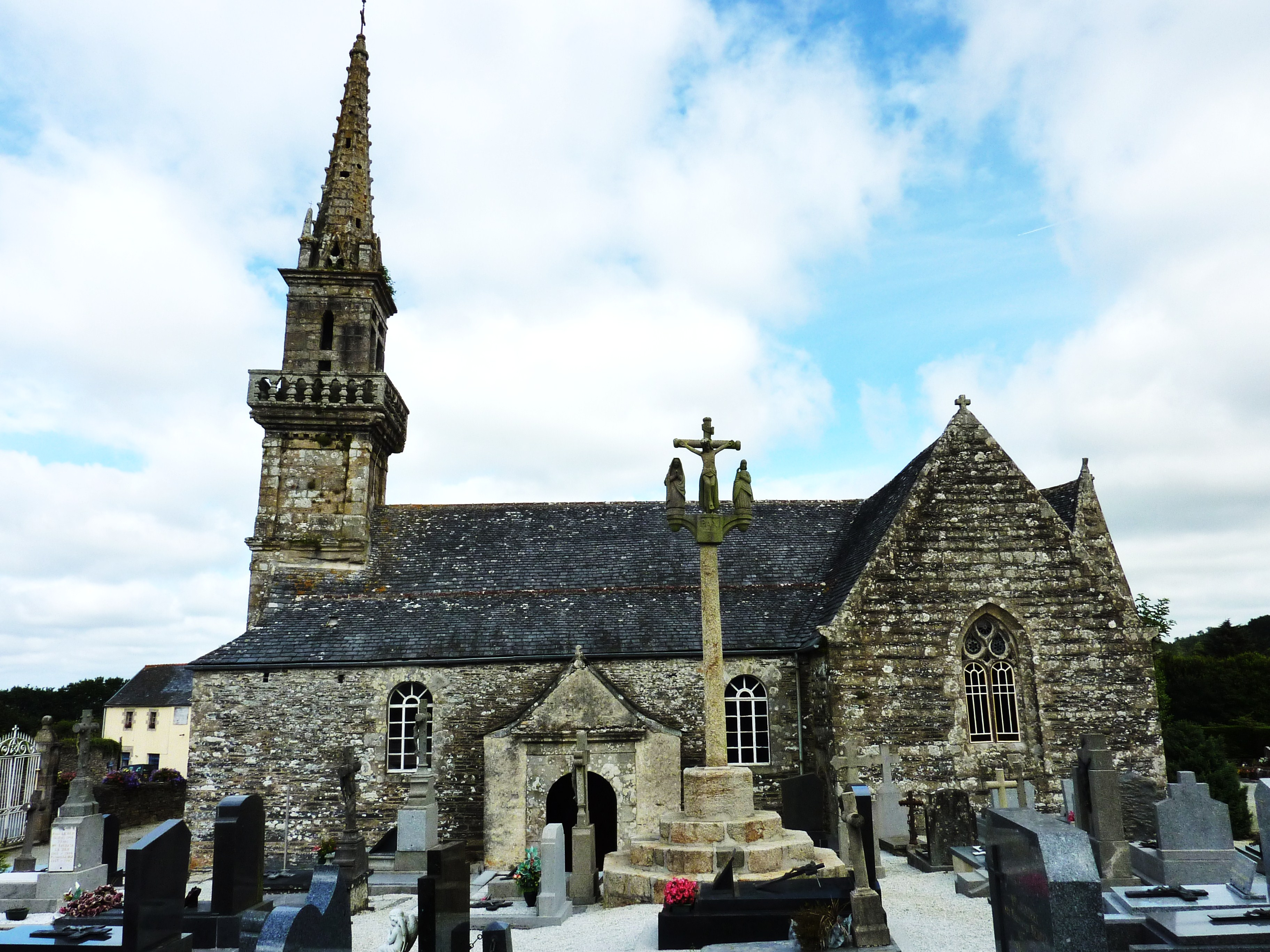
Saint-Cadou : l'église (milieu du XVIIe siècle) et le calvaire (datant de 1744) vus du cimetière.

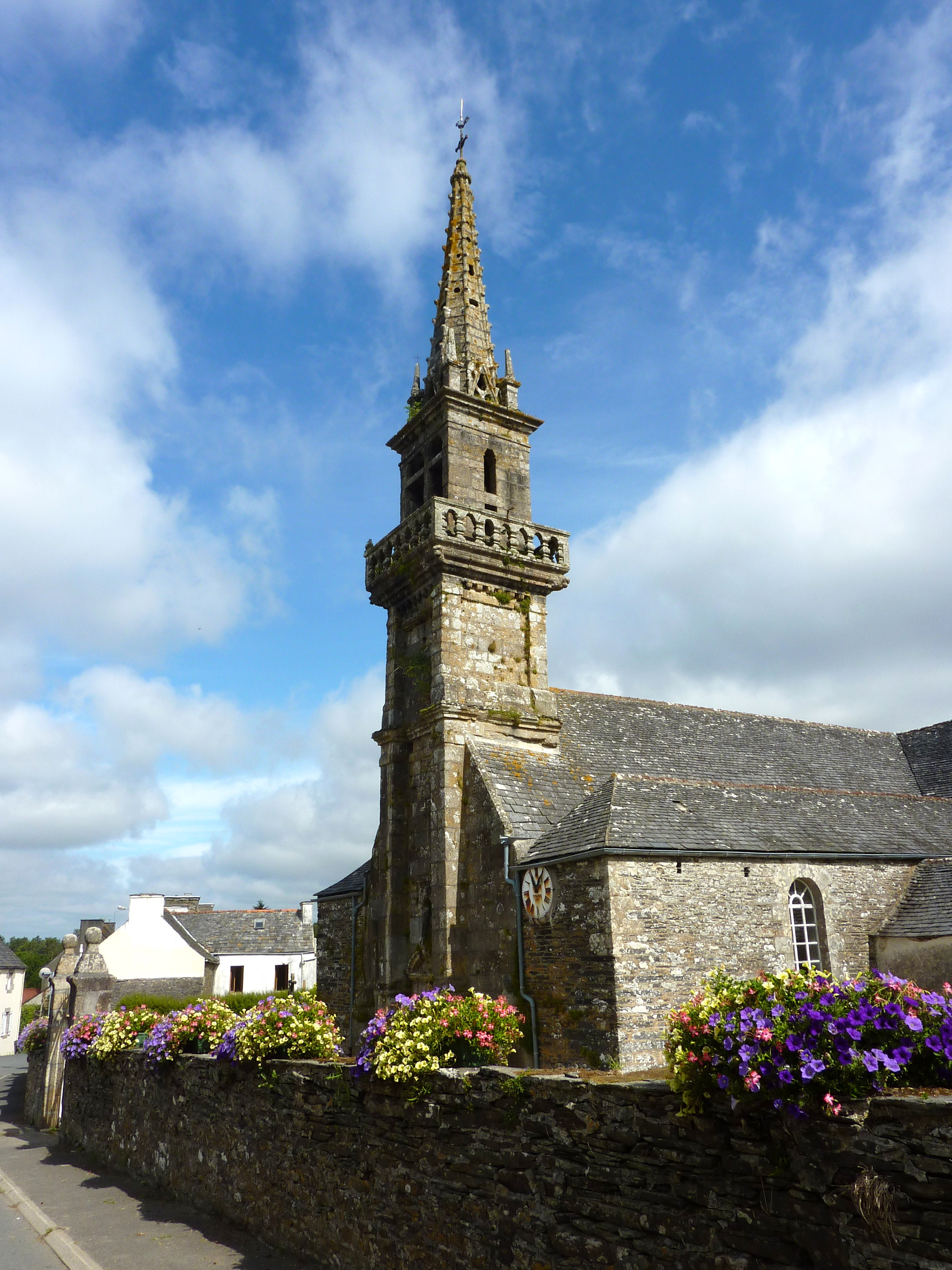
Le clocher de l'église de Saint-Cadou.

Une ancienne voie romaine, dont le tracé coïncidait approximativement avec la route actuelle Brasparts-Saint-Rivoal-Sizun passait par Saint-Cadou.
Le nom de Saint-Cadou provient probablement de saint Cadoc ou Cadmael, fondateur de l'abbaye galloise de Llancarfan, au VIe siècle. Selon une version de sa vie, il se serait retiré comme ermite à Belz (Morbihan) où la chapelle Saint-Cado conserve le lit de pierre de l'ermite, mais sans doute s'agit-il d'un homonyme du moine gallois. Une vingtaine de chapelles sont consacrées à ce saint en Bretagne occidentale. Un autre saint vénéré localement a été saint Mélar qui eut une chapelle, désormais disparue mais dont le souvenir persiste dans le nom du hameau de Lestrémélar.
Le cartulaire de Landévennec, rédigé vers 1050, nomme des lieux possédés par l'abbaye Saint-Guénolé de Landévennec : parmi eux, le lieu nommé Rudheder a été identifié comme étant le lieu-dit Run-Eder situé près de Roudouderc'h en Saint-Cadou.
La fondation du bourg de Saint-Cadou pourrait être la conséquence de l'essor démographique du XIe au XIIIe siècle. La chapelle est construite entre 1650 et 1663. La chapelle de la trève de Saint-Cadou est érigée en succursale de l'église de Sizun en 1748 avec l'accord du recteur (= curé) de Sizun qui exige toutefois en qualité de recteur primitif que les paroissiens de Saint-Cadou viennent faire leurs pâques à Sizun ; elle est alors ainsi décrite : « Il y a trois autels : sur le maître-autel, on voit les statues de saint Cadou, saint Joachim, saint Joseph et de la sainte Vierge, sainte Anne et sainte Marguerite ».
Les habitants de cette ancienne trève, devenue paroisse, avaient formé le vœu de devenir une commune courant XIXe siècle, mais le ministère de l'Intérieur l'ayant refusé, Saint-Cadou est devenue une section de la commune de Sizun, qui possède sa propre liste électorale, son bureau de vote et ses registres d'état civil. Connue pour ses importantes carrières d'ardoise, Saint-Cadou est aussi un point de départ pour des randonnées dans les monts d'Arrée.
Saint-Cadou a moins de 200 habitants, comptabilisés par l'Insee avec ceux de Sizun. Son territoire correspond à la partie amont du cours de l'Élorn, source incluse. Son paysage boisé et vallonné est parsemé d'anciennes ardoisières dans l'alignement des crêtes de l'Arrée dont certaines n'ont fermé que récemment.
La bruyère des landes de l'Arrée, qui servait de litière, était très utilisée à Saint-Cadou et même exportée : « Le transport s'effectuait à la charrette à cheval. Des convois de quatre, cinq charges prenaient souvent la direction du Nord-Finistère. Le chargement devait être effectué avec talent. […] Les attelages devaient avoir fière allure. […] Une ration d'avoine pour le cheval, et pour le conducteur […] au bourg même de Saint-Cadou six estaminets offraient leurs services. Des anneaux extérieurs, encore visibles, servaient à fixer les rênes du cheval ». On exploitait aussi la tourbe.
Les premières ardoisières de Saint-Cadou exploitant les affleurements de schistes du Silurien et du Dévonien (la « pierre bleue ») ont été ouvertes en 1889 par Paul Charreteur, employant rapidement 28 ouvriers.
Émilienne Kerhoas, née en 1925 à Landerneau, ancienne institutrice à Saint-Cadou, a écrit toute une œuvre poétique (L'épreuve du temps, Le sens du paysage, La pierre du jardin…) où elle évoque parfois Saint-Cadou.

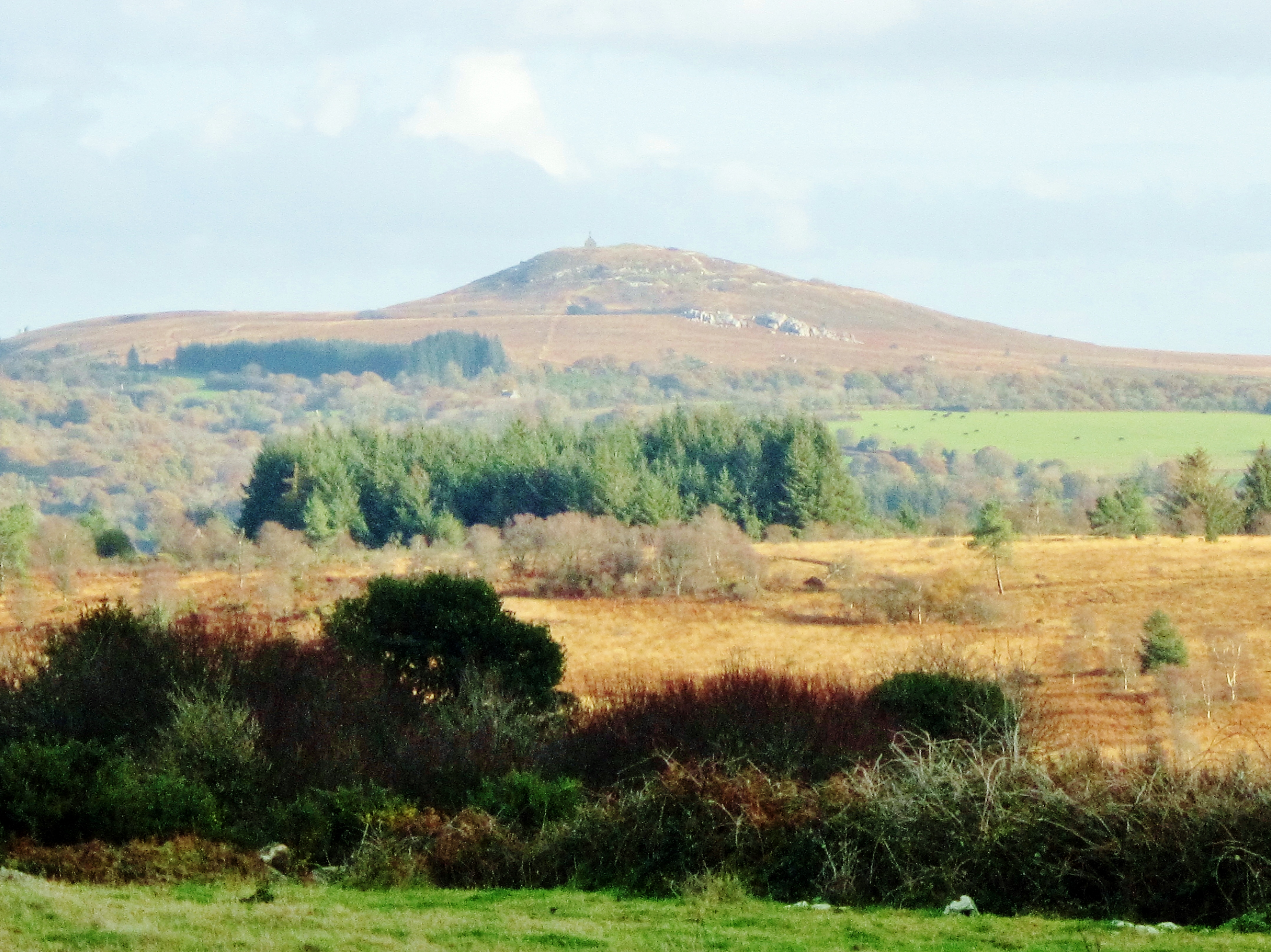
Le mont Saint-Michel de Brasparts vu depuis le sentier de randonnée « Circuit des carrières ».
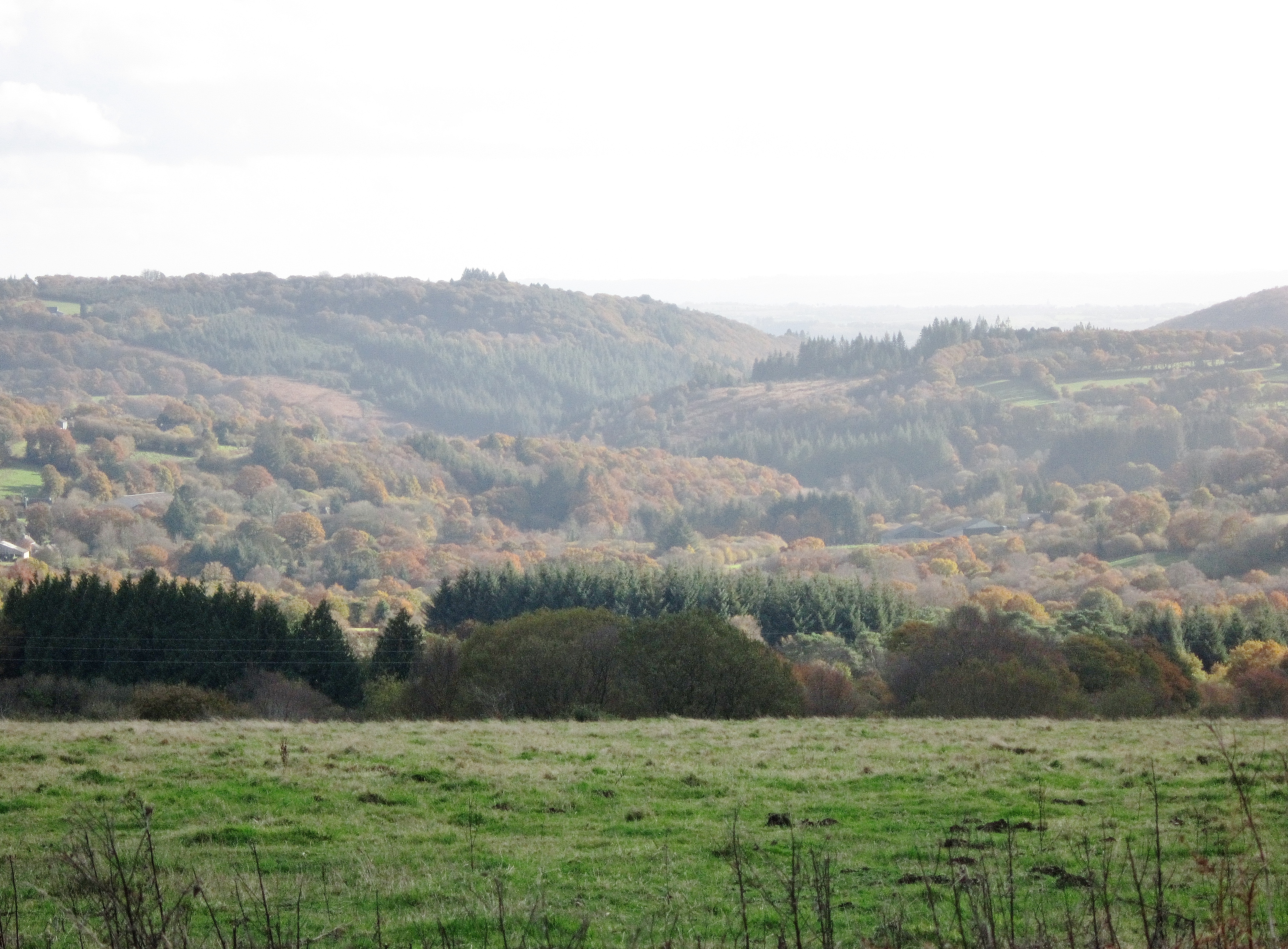
Les monts d'Arrée en direction de Saint-Rivoal vus depuis le sentier de randonnée « Circuit des carrières ».
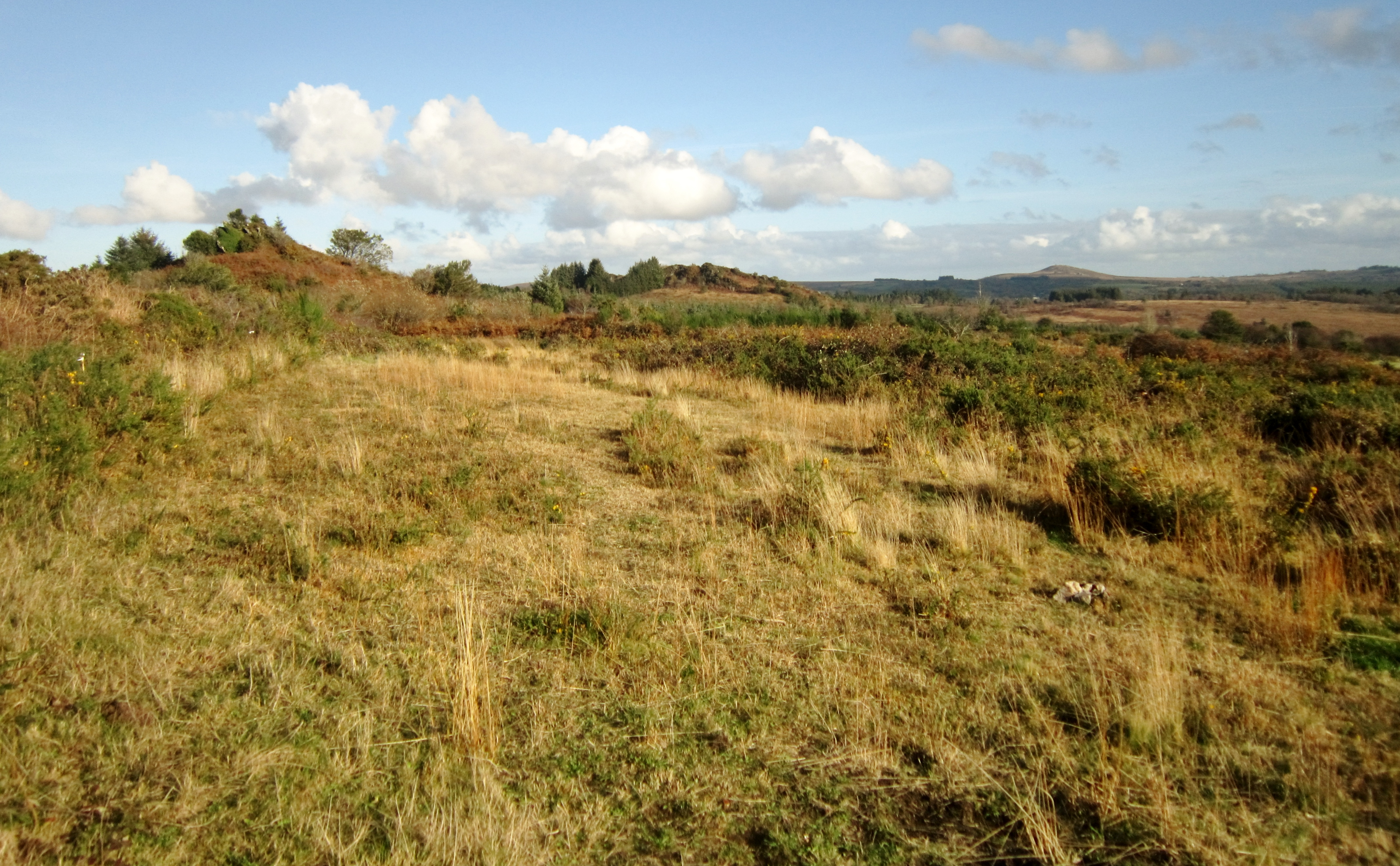
Paysage de landes dans les monts d'Arrée (sentier de randonnée « Circuit des carrières »).
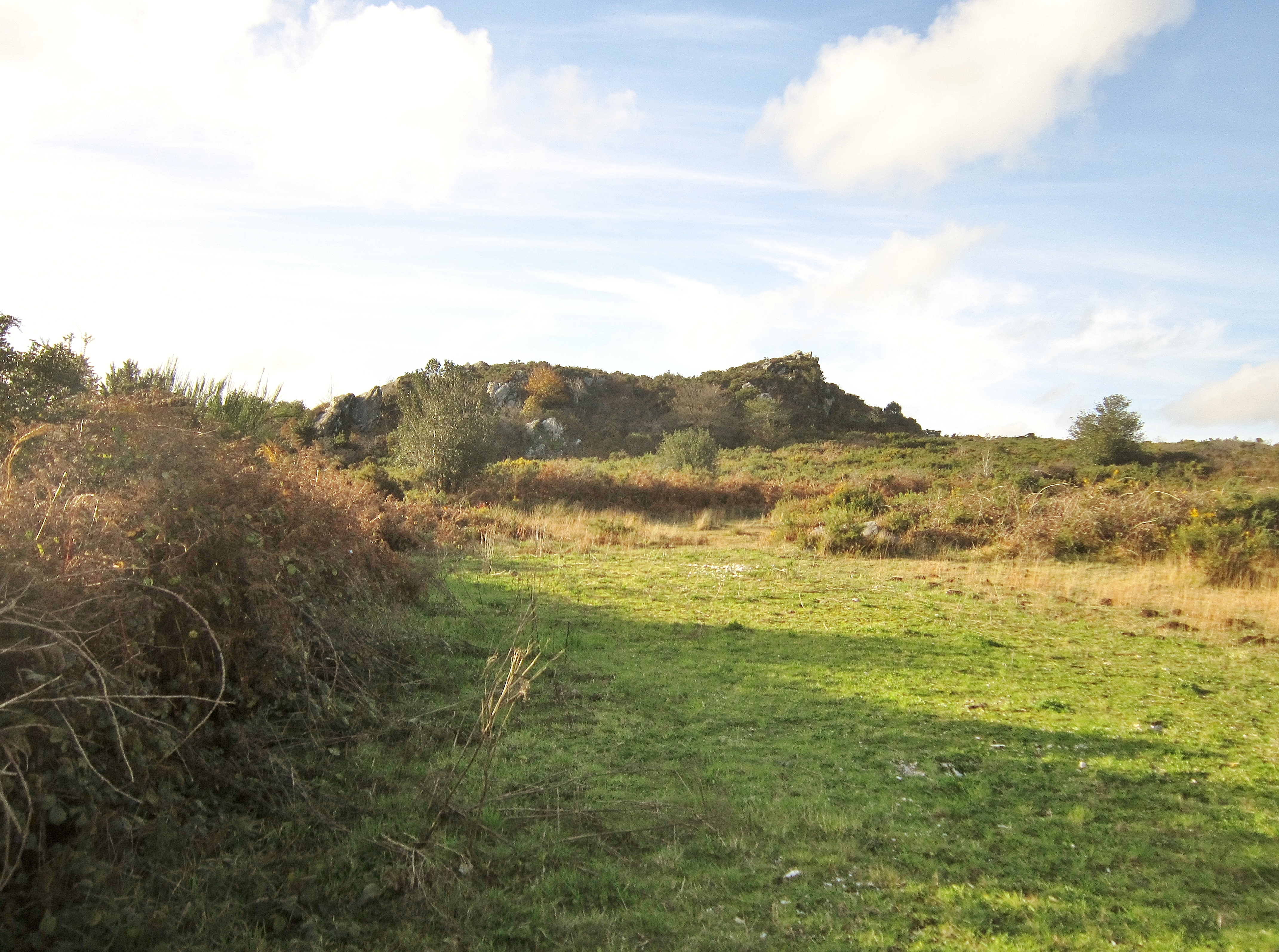
Paysage dans les monts d'Arrée (sentier de randonnée « Circuit des carrières » 1.
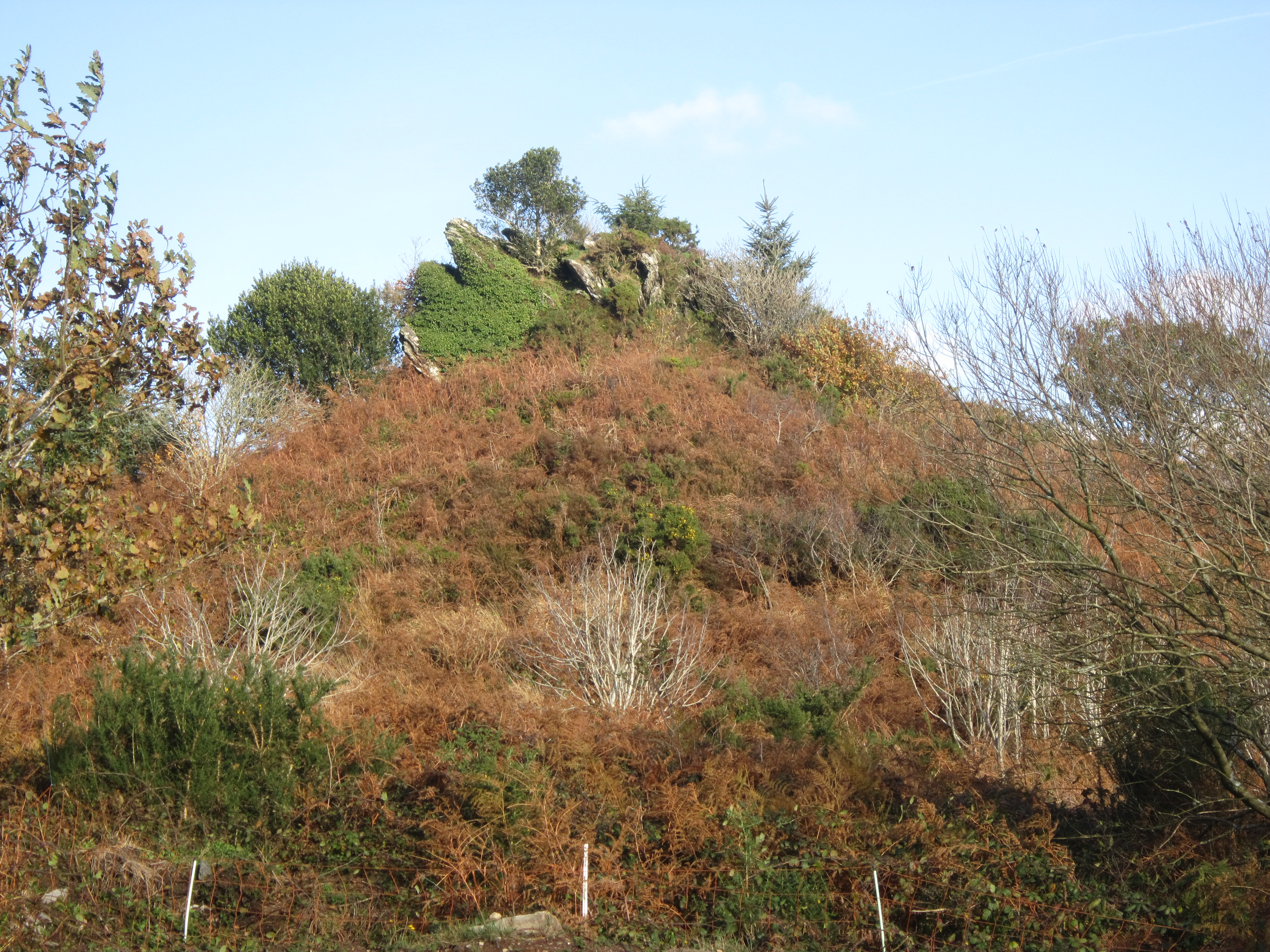
Paysage dans les monts d'Arrée (sentier de randonnée « Circuit des carrières » 2.
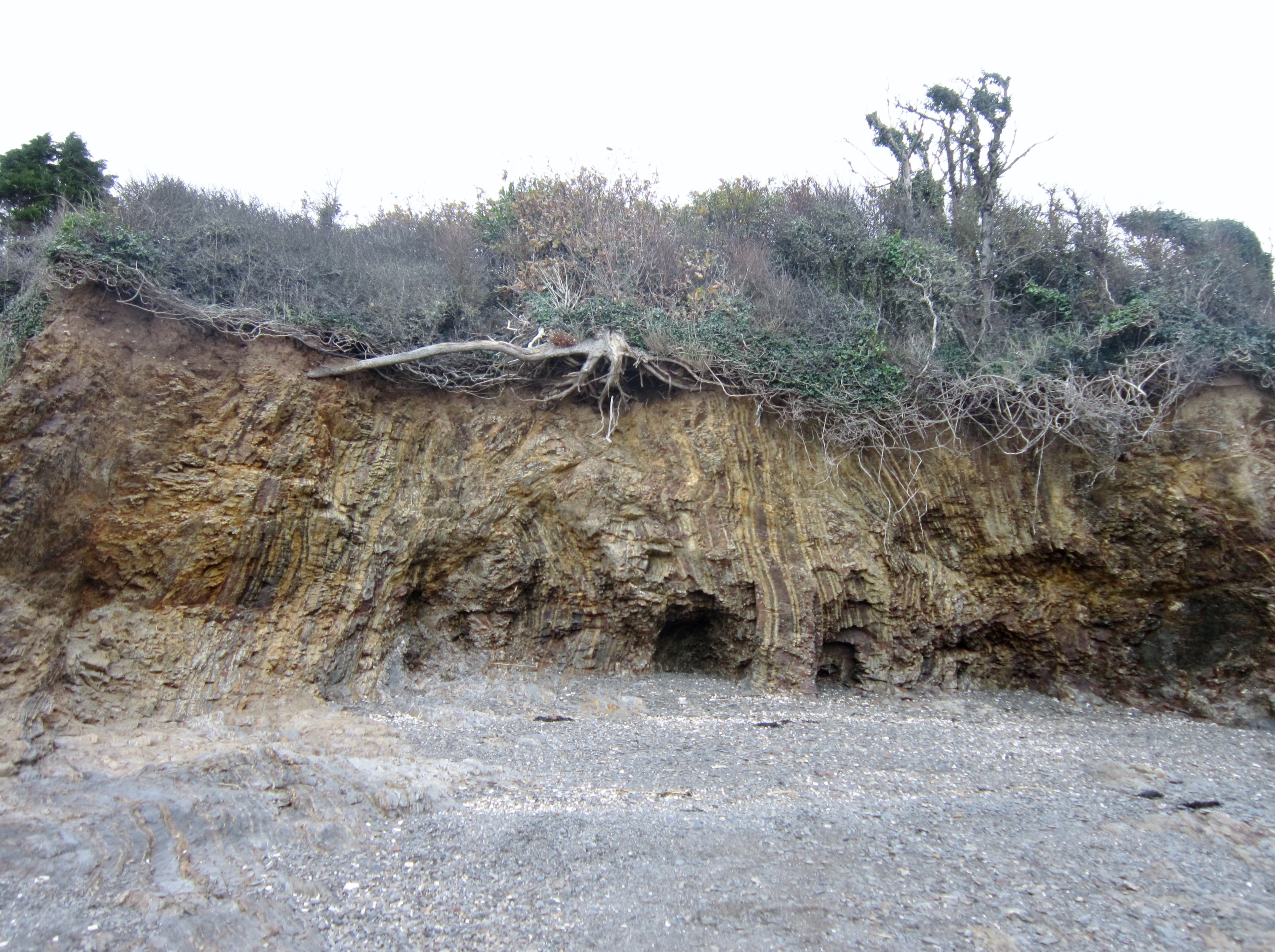
Roches plissées presque à la verticale dans les monts d'Arrée (dans une ancienne carrière le long du « Circuit des carrières »).

### Loc-Ildut
Situé sur le tracé de l'ancienne route nationale 164 allant de Landerneau à Angers (en fait Ancenis), et qui elle-même reprenait le tracé de l'ancienne voie romaine, Loc-Ildut abritait un relais de poste important, qui existait déjà en partie en 1812 (voir le cadastre de l'époque), les autres bâtiments datant de 1831 et 1845. 

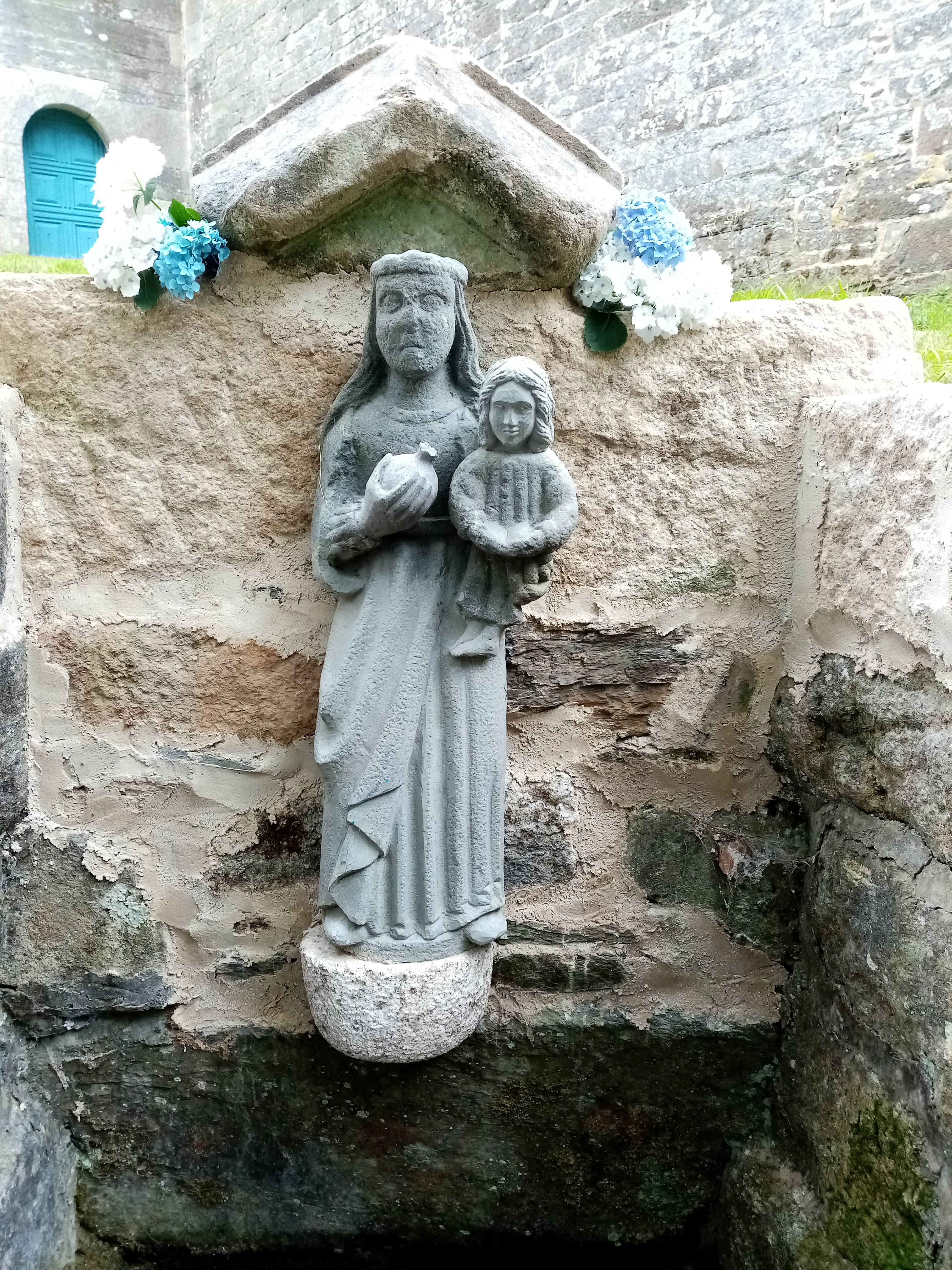

Le site de Loc-Ildut est remarquable par la concentration de trois fontaines : à l'entrée du terrain, une ancienne buanderie à lin ; près de la chapelle, la fontaine Saint-Ildut est intégrée à la maçonnerie du podium qui sert lors des pardons annuels ; au pignon de la chapelle, la fontaine Notre-Dame de la Clarté, fréquentée pour les maux d'yeux.  

### Hydrographie
Pour un article plus général, voir Réseau hydrographique du Finistère.
La commune est située dans le bassin Loire-Bretagne. Elle est drainée par l'Élorn, l'an Dour Kamm, le Frout, le Kan an Od, le ruisseau Dour ar Men Glaz et divers autres petits cours d'eau,.
L'Élorn, d'une longueur de 56 km, prend sa source dans la commune  et se jette  dans la rade de Brest entre les communes de Plougastel-Daoulas et de Le Relecq-Kerhuon, après avoir traversé 14 communes.  Les caractéristiques hydrologiques de l'Elorn sont données par la station hydrologique située sur la commune. Le débit moyen mensuel est de 0,771 m3/s. Le débit moyen journalier maximum est de 9,23 m3/s, atteint lors de la crue du 26 janvier 1995. Le débit instantané maximal est quant à lui de 10,3 m3/s, atteint le 12 décembre 2000.
An an Dour Kamm, d'une longueur de 11 km, prend sa source dans la commune de Commana et se jette  dans l'Élorn à Locmélar, après avoir traversé cinq communes. 
Le Stain, d'une longueur de 11 km, prend sa source dans la commune de Commana et se jette  dans l'Élorn sur la commune. 

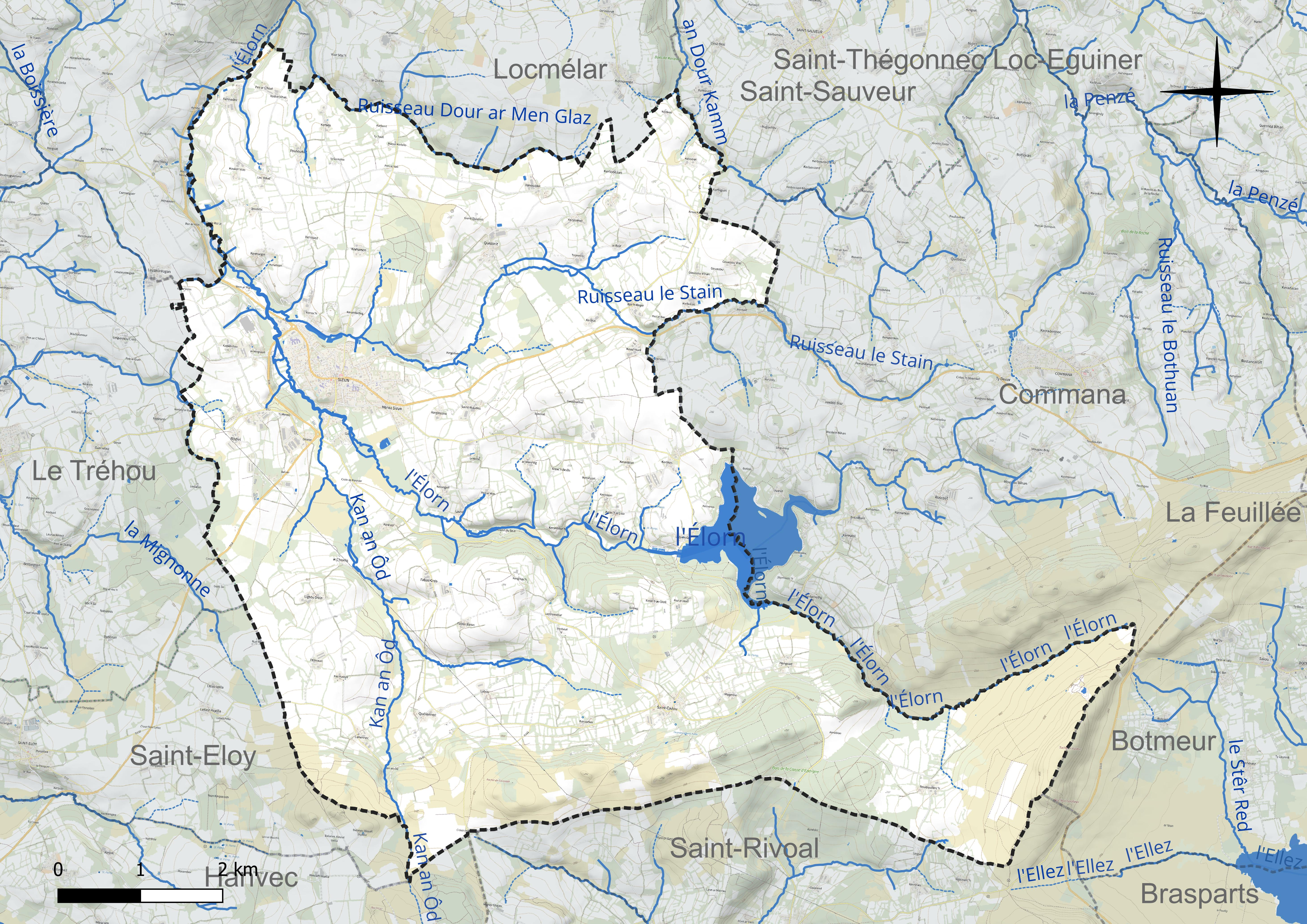
Réseau hydrographique de Sizun.

Un plan d'eau complète le réseau hydrographique : le lac du Drennec, d'une superficie totale de 112,6 ha (47,1 ha sur la commune),.

### Climat
Le climat qui caractérise la commune est qualifié, en 2010, de « climat océanique franc », selon la typologie des climats de la France qui compte alors huit grands types de climats en métropole. En 2020, la commune ressort du type « climat océanique » dans la classification établie par Météo-France, qui ne compte désormais, en première approche, que cinq grands types de climats en métropole. Ce type de climat se traduit par des températures douces et une pluviométrie relativement abondante (en liaison avec les perturbations venant de l'Atlantique), répartie tout au long de l'année avec un léger maximum d'octobre à février.
Les paramètres climatiques qui ont permis d'établir la typologie de 2010 comportent six variables pour les températures et huit pour les précipitations, dont les valeurs correspondent à la normale 1971-2000. Les sept principales variables caractérisant la commune sont présentées dans l'encadré ci-après.
| Paramètres climatiques communaux sur la période 1971-2000 - Moyenne annuelle de température : 11,2 °C - Nombre de jours avec une température inférieure à −5 °C : 0,9 j - Nombre de jours avec une température supérieure à 30 °C : 0,9 j - Amplitude thermique annuelle : 10,7 °C - Cumuls annuels de précipitation : 1 078 mm - Nombre de jours de précipitation en janvier : 17,1 j - Nombre de jours de précipitation en juillet : 8,3 j |

Avec le changement climatique, ces variables ont évolué. Une étude réalisée en 2014 par la Direction générale de l'Énergie et du Climat complétée par des études régionales prévoit en effet que la  température moyenne devrait croître et la pluviométrie moyenne baisser, avec toutefois de fortes variations régionales. La station météorologique de Météo-France installée sur la commune et mise en service en 1983 permet de connaître l'évolution des indicateurs météorologiques. Le tableau détaillé pour la période 1981-2010 est présenté ci-après.
| Mois                                  | jan.             | fév.          | mars            | avril           | mai           | juin            | jui.           | août           | sep.           | oct.          | nov.          | déc.          | année      |
| ------------------------------------- | ---------------- | ------------- | --------------- | --------------- | ------------- | --------------- | -------------- | -------------- | -------------- | ------------- | ------------- | ------------- | ---------- |
| Température minimale moyenne (°C)     | 3                | 2,6           | 4               | 4,8             | 7,6           | 9,9             | 11,9           | 11,9           | 10,2           | 8,2           | 5,1           | 3,2           | 6,9        |
| Température moyenne (°C)              | 5,5              | 5,4           | 7,2             | 8,6             | 11,7          | 14,2            | 16,1           | 16,3           | 14,4           | 11,5          | 7,8           | 5,9           | 10,4       |
| Température maximale moyenne (°C)     | 8                | 8,2           | 10,4            | 12,4            | 15,8          | 18,5            | 20,3           | 20,6           | 18,5           | 14,8          | 10,6          | 8,5           | 13,9       |
| Record de froid (°C) date du record   | −11,3 17.01.1985 | −8 20.02.1992 | −4,6 28.03.1996 | −3,8 12.04.1986 | −2 07.05.1997 | 2 01.06.1989    | 2,5 07.07.1996 | 3,4 31.08.1986 | 1,9 28.09.1987 | −2 31.10.1997 | −5 22.11.1996 | −9 31.12.1996 | −11,3 1985 |
| Record de chaleur (°C) date du record | 16,2 24.01.16    | 21,7 27.02.19 | 23,7 19.03.05   | 28,4 15.04.15   | 29,3 26.05.17 | 33,8 26.06.1986 | 34,7 18.07.06  | 37,7 09.08.03  | 31,2 14.09.20  | 28,6 02.10.11 | 21 01.11.15   | 17,2 19.12.15 | 37,7 2003  |
| Précipitations (mm)                   | 162,7            | 127,1         | 105,8           | 101,3           | 84            | 63,9            | 71,4           | 75,9           | 95,7           | 132,5         | 145,4         | 158,3         | 1 324      |

## Urbanisme

### Typologie
Au 1er janvier 2024, Sizun est catégorisée bourg rural, selon la nouvelle grille communale de densité à 7 niveaux définie par l'Insee en 2022.
Elle est située hors unité urbaine et hors attraction des villes,.

### Occupation des sols

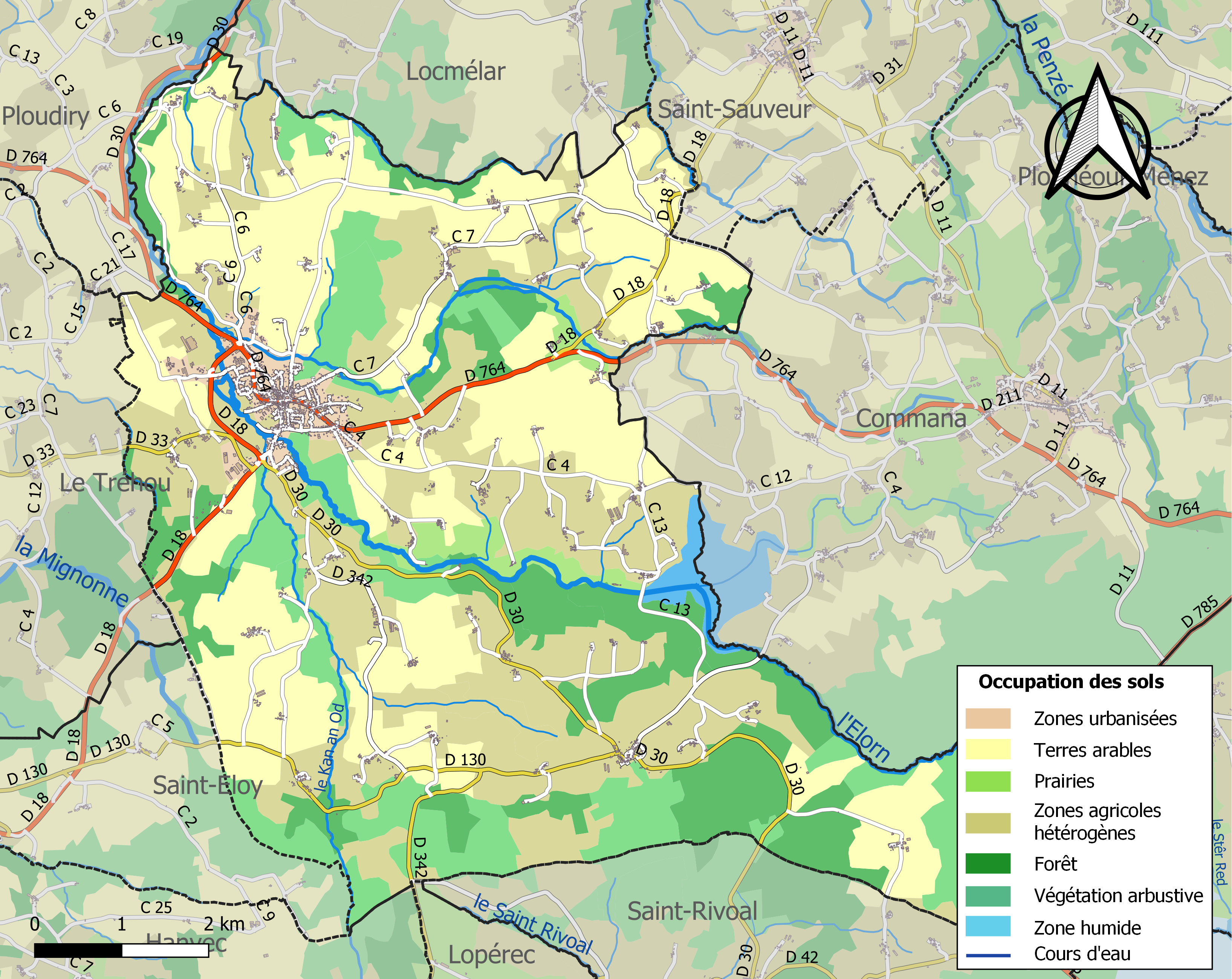
Carte des infrastructures et de l'occupation des sols de la commune en 2018 (CLC).

Le tableau ci-dessous présente l' occupation des sols de la commune en 2018, telle qu'elle ressort de la base de données européenne d'occupation biophysique des sols Corine Land Cover (CLC).
| Type d'occupation                                                                   | Pourcentage | Superficie (en hectares) |
| ----------------------------------------------------------------------------------- | ----------- | ------------------------ |
| Tissu urbain discontinu                                                             | 2,7 %       | 157                      |
| Terres arables hors périmètres d'irrigation                                         | 31,9 %      | 1883                     |
| Prairies et autres surfaces toujours en herbe                                       | 2,1 %       | 122                      |
| Systèmes culturaux et parcellaires complexes                                        | 30,6 %      | 1809                     |
| Surfaces essentiellement agricoles interrompues par des espaces naturels importants | 1,7 %       | 98                       |
| Forêts de feuillus                                                                  | 4,1 %       | 244                      |
| Forêts de conifères                                                                 | 5,4 %       | 320                      |
| Forêts mélangées                                                                    | 4,2 %       | 250                      |
| Landes et broussailles                                                              | 13,1 %      | 773                      |
| Forêt et végétation arbustive en mutation                                           | 3,4 %       | 200                      |
| Plans d'eau                                                                         | 0,8 %       | 48                       |
| Source : Corine Land Cover                                                          |             |                          |

## Histoire

### Les origines
Deux dolmens ruinés situés à Kermariaquer, les traces d'un ancien camp à Castel-Doum (à l'ouest du bourg), les restes d'une motte féodale à Lestrémélar, témoignent d'un passé ancien mal connu. Sept tumuli existaient encore dans les garennes de Caranoët, au sud-ouest du territoire communal, dont deux furent fouillés en 1899 par Armand René du Châtellier, mais la plupart ont été arasés par les agriculteurs lors de travaux de défrichement et de mise en culture.

### Antiquité
Une habitation gallo-romaine a été découverte en 1954 à Kergréac'h en Sizun ; elle a été datée de la fin du Ier siècle ou du début du IIe siècle et fut détruite par le feu.

### Moyen Âge
Sizun était autrefois une des paroisses primitives de l'Armorique, englobant Locmélar (ancienne trève depuis 1612), Commana, Saint-Sauveur (ancienne trève de Commana). Le nom est cité pour la première fois en 1173 dans la charte de fondation de l'abbaye de Daoulas sous le nom de Sizan et de Plouecisun, la graphie étant ensuite variable au fil du temps (Sizin en 1481 par exemple). En 1186, Hervé, vicomte de Léon, donna les dîmes qu'il possédait dans cette paroisse à l'abbaye de Daoulas. En 1233, l'abbaye de Daoulas abandonna ses dîmes sur Sizun et ses décimes sur Irvillac à l'abbaye du Relec en échange d'une maison que celle-ci possédait à Daoulas. En 1475, une halle et plusieurs moulins sont attestés à Sizun. En 1549, des perrières d'ardoises sont mentionnées à Sizun dont celle de Hent Coët Sizun.

### DuXVIesiècleà la Révolution française

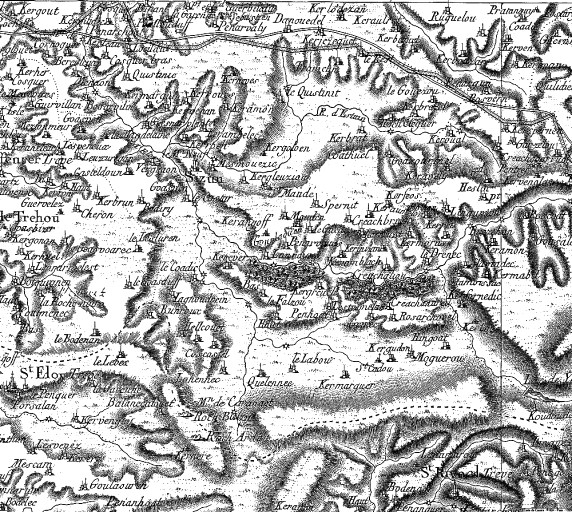
Carte de Cassini de la région de Sizun.

En 1748, Saint-Cadou est érigée en paroisse succursale.
En 1773, Christophe Castel, 23 ans, originaire de Lesneven, qui a dérobé 273 livres dans la paroisse de Sizun, et volé un cheval au pâturage sur la paroisse de Guimiliau, est condamné « d'être pendu et étranglé, jusqu'à ce que mort s'ensuive, par l'exécuteur de haute justice, à une potence qui sera pour cet effet plantée à la place publique et patibulaire de la ville [Lesneven] » et, en outre, à la confiscation de ses meubles et aux dépens.
Jean-Baptiste Ogée décrit ainsi Sizun vers 1778 :

« Sizun, à 7 lieues au Sud de Saint-Pol-de-Léon, son Évêché ; à 33 lieues de Rennes et à 3 lieues de Landerneau, sa Subdélégation. Cette Paroisse ressortit à Lesneven, et compte 3 600 communiants, y compris ceux de Loemelar [Locmélar], sa trève. La Cure est présentée par l'Évêque. Le territoire offre à la vue des terres en labeur, des montagnes et des landes. »

Sizun est en 1786 l'une des cinq cures léonardes ayant un revenu supérieur à 1 700 livres.
Les deux députés représentant la paroisse de Sizun lors de la rédaction du cahier de doléances de la sénéchaussée de Lesneven le 1er avril 1789 étaient Olivier Inizan et Paul Sanquer.
Yves INIZAN né le 18 juin 1755 - Kerrom - Le Tréhou, décédé le 23 juillet 1799 - Gouezou - Sizun, à l'âge de 44 ans, fut député à l'Assemblée législative en 1791. Il était cultivateur et expert demeurant au Gouézou, à Sizun.
Claude Chapalain, vicaire à Sizun, ainsi que Tanguy Jacob, tous deux prêtres réfractaires, ont été cachés à Plouguin par Marie Chapalain, sœur de Claude. Ils furent tous les trois arrêtés sur dénonciation et furent guillotinés à Brest le 24 vendémiaire an III (15 octobre 1794). 

### Lesjulodedde Sizun
Sizun faisait partie des paroisses qui, du XVIe siècle au XIXe siècle, ont dû une bonne partie de leur prospérité à l'activité toilière du lin et du chanvre, qui a permis le financement de l'enclos paroissial et l'ascension d'une véritable aristocratie paysanne, les « juloded », décrite entre autres, en ce qui concerne Sizun, par Jean-François Olier.
De nombreuses traces en subsistent comme l'ancienne ferme de Kerroc'h, en schiste et kersantite, construite en 1846 par Jean Le Bras et Marie-Françoise Dantec, un couple de juloded, ou encore le hameau de Falzou Baron, où subsistent, pour partie en mauvais état, trois maisons de juloded dont celle, construite en 1778, de la famille Fichou, marchands de toile qui habitaient là à la fin du XVIIIe siècle et au début du XIXe siècle. La maison de Kerjézéquel en Sizun dispose même de deux escaliers extérieurs, le premier menant à la maison d'habitation du marchand, le second à l'atelier de tissage.
Sizun a aussi conservé de nombreux kanndi dont le mieux conservé est celui de Kervénan qui a conservé ses aménagements intérieurs d'origine tels que pavage, cheminée, cuves en granite et bassin (douet) couvert de dalles de schiste. Jusque vers 1960, il a été utilisé comme lavoir.

### Un bourg animé auxXIXe- débutXXesiècle
En février 1800, Marguerite Quenaon, de Kerfeos en Sizun, fut mordue par un loup enragé et mourut de la rage le 20 germinal an VIII (10 avril 1800). Un loup qui avait été piégé est exposé sous le porche de l'église de Sizun en 1888.

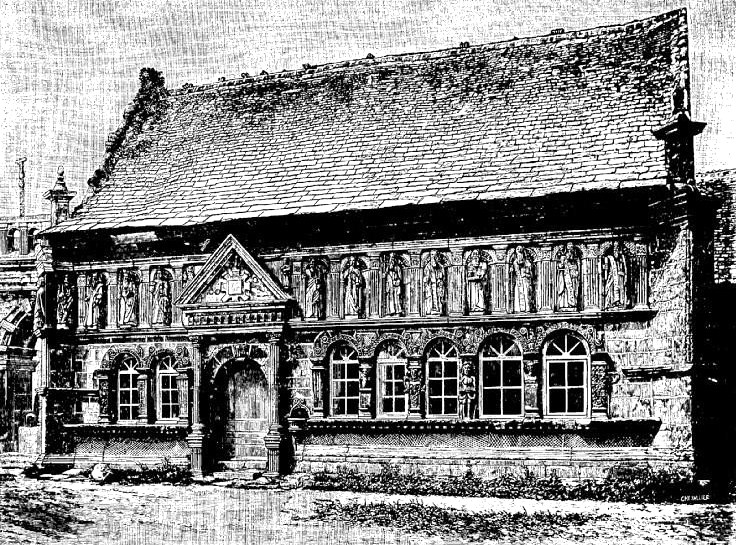
L'ossuaire en 1899 (gravure).

A. Marteville et P. Varin, continuateurs d'Ogée, décrivent ainsi Sizun en 1845 :

« (...) Principaux villages : Penarchoat, Kerhamon, Coathuel, Kervorus, Kerouliet, Lohennec, Kermarquer. Superficie totale : 5 814 hectares dont (...) terres labourables 2 102 ha, prés et pâtures 520 ha, bois 197 ha, vergers et jardins 50 ha, landes et incultes 2 635 ha (...). Moulins : 12 (de Vergraen, de Cozien, du Drennec, à eau, etc.). La commune de Sizun est située sur le versant nord de la montagne d'Arès, aussi ses terres (...) sont-elles plus que médiocres. L'Élorn la traverse du sud-est au nord-ouest, et alimente plusieurs moulins ; enfin la route d'Angers à Brest la coupe à peu près dans la même direction. Le bourg est un des plus actifs du département du Finistère : les habitants s'en vont continuellement vendre, sur leurs petits chevaux, de la toile, du fil, du beurre, de la mercerie, aux habitants des montagnes qui, sans eux, se passeraient sans doute de tout cela. (...) Sizun a d'assez nombreux troupeaux de moutons. Ces animaux, qui pèsent en moyenne 45 kilos, ne rendent guère qu'un kilo de laine, qui est vendue en moyenne 4 francs. (...) Il y a foire les troisièmes jeudis des mois de février, avril, juin, août, octobre et décembre. Géologie : granite et schiste argileux ; quelques roches feldspathiques. On parle le breton. »

Selon des statistiques agricoles publiées en 1849 et concernant selon les productions des années comprises entre 1836 et 1846, la totalité de la population communale en 1836, soit 3 650 personnes, est considérée comme agricole. La répartition de l'occupation des terres est alors la suivante : 2 102 ha de terres arables, 2 635 ha de landes et bruyères, 237 ha de bois, taillis et plantations, 520 ha de prairies naturelles ; la commune possédait alors douze moulins en activité. Les paysans de Sizun cultivaient à l'époque 420 ha d'avoine, 210 ha de froment, 210 ha d'orge, 176 ha de seigle, 252 ha de sarrasin, 21 ha de lin, 18 ha de chanvre, 42 ha de navets, betteraves, carottes et choux (dont 34 ha de navets et 8 ha de choux), 105 ha de trèfle, 105 ha de pommes de terre, 2 459 ha d'ajonc, 631 ha restant en jachère, et élevaient 433 chevaux (386 mâles, deux juments, 45 poulains), 1 250 bovins (dont 600 vaches), 217 porcs, 420 ovins (vingt béliers, 150 moutons, 250 brebis), neuf caprins (un bouc et huit chèvres), 694 poules et 131 coqs, cinq canards, et possédaient 403 ruches à miel.
Vers 1840, 14 foires, spécialisées dans le commerce des chevaux, des bêtes à cornes et des porcs, toutes « très suivies et très importantes » selon le sous-préfet de Morlaix de l'époque se tenaient chaque année à Sizun, le troisième jeudi de chaque mois et, en plus, le jeudi gras et le jeudi après le 15 septembre. Seules six d'entre elles étaient légales, les huit autres étant consacrées par l'usage.

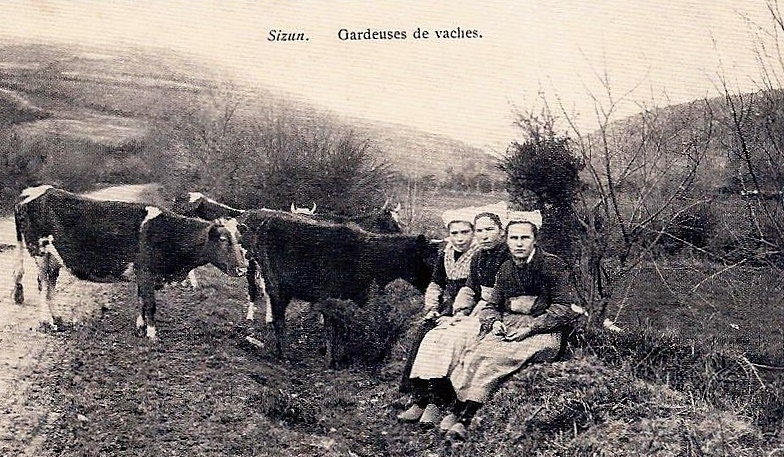
Gardeuses de vaches à Sizun vers 1910.

Des foires importantes se déroulaient à Sizun le troisième jeudi de chaque mois encore au début du XXe siècle : celle du troisième jeudi de février par exemple était « permise aux domestiques ». L'une d'entre elles, dénommée Foar Encaut se tenait le premier lundi de décembre et donnait lieu « à des achats considérables en vue de la Noël anglaise », sa date ayant été fixée lors de sa création « de manière à coïncider avec le départ des steamers qui transportent les animaux en Angleterre à l'époque où la consommation les recherche ». Mais la concurrence de Landerneau et Landivisiau, mieux desservis par le rail, nuit aux foires de Sizun. Le désenclavement routier tarde aussi : ce n'est qu'à partir de 1872 que sont aménagés progressivement les axes routiers reliant Sizun à Landerneau (N 164) et Landivisiau (D 30). Pour ce dernier axe, le rapport du Conseil général du Finistère en 1872 précise : « Il y a 21 kilomètres à ouvrir à travers de grandes difficultés ».
Vers le milieu du XIXe siècle l'ossuaire désaffecté servit d'école. Le pourcentage de conscrits illettrés à Sizun entre 1858 et 1867 est de 73 %.
Fin XIXe la construction de 67 écoles de hameaux a été autorisée dans le Finistère par deux décrets :
- le décret du 25 octobre 1881 qui a délégué une subvention pour dix-huit écoles de hameaux sur l'arrondissement de Quimperlé ; toutes ont été bâties ;
- le décret du 14 mars 1882 qui a délégué une subvention pour cinquante écoles de hameaux sur les quatre autres arrondissements du département (Brest, Châteaulin, Morlaix, Quimper) à choisir dans les communes « dont le territoire est le plus étendu et les ressources les plus restreintes » ; quarante-neuf ont été bâties dont une à Sizun (Saint-Cadou)[67].

En 1894, un fait divers sanglant fit grand bruit : un double assassinat perpétré au lieu-dit Kerbrat Huella : une femme âgée de 40 ans, Marie Kerbrat et son fils Guillaume âgé de 8 ans en furent les victimes, l'assassin étant un amoureux éconduit, Yves Jaffrès de Ploudiry qui fut condamné par les assises de Quimper au bagne à perpétuité, mais l'assassin mourut un an après.
En réponse à une enquête épiscopale organisée en 1902 par François-Virgile Dubillard, évêque de Quimper et de Léon en raison de la politique alors menée par le gouvernement d'Émile Combes contre l'utilisation du breton par les membres du clergé, le recteur de Saint-Cadou, J.-M. Toquin, écrit que les enfants « passent trop peu de temps à l'école, et ils n'entendent presque jamais un mot de français chez leurs parents ».

### LeXXesiècle

#### La Première Guerre mondiale
Le monument aux morts de Sizun porte 134 noms de soldats morts pour la France pendant la Première Guerre mondiale et celui de Saint-Cadou les noms de quarante-cinq soldats morts pour la France pendant la Première Guerre mondiale, dont ceux des trois frères Leroux.

#### L'Entre-deux-guerres
Entre 1912 et 1934, Sizun fut desservi par la voie ferrée à voie étroite du réseau des Chemins de fer armoricains allant de Plouescat à Rosporden via Landerneau, Commana, La Feuillée, Brasparts et Châteauneuf-du-Faou.
En août 1928 une trentaine de moutons furent  dans les communes de Sizun, Hanvec et Daoulas ; la population attribua immédiatement ce carnage à des loups (en fait disparus dans le région depuis quelques décennies), mais les gendarmes déclarèrent qu'il s'agissait plutôt d'un ou plusieurs chiens sauvages de forte taille.

#### L'affaire Guillaume Seznec - Pierre Quéméneur
En mai 1923, à la suite de la disparition de l'homme d'affaires et conseiller général du canton de Sizun Pierre Quéméneur, son associé Guillaume Seznec est accusé de l'avoir tué et d'avoir fait disparaître son corps et condamné par la cour d'assises de Quimper aux travaux forcés à perpétuité et déporté en Guyane, à l'île du Diable ; c'est le début de l'affaire Seznec, une des plus célèbres énigmes judiciaires du XXe siècle. Gracié le 2 avril 1946 par le général de Gaulle et revenu en France, il est écrasé par une camionnette en 1953 et décède en 1954 des suites de cet accident. Son petit-fils Denis Seznec a consacré sa vie à se battre pour la réhabilitation de son grand-père, mais n'y est pas parvenu pour l'instant, la chambre criminelle de la Cour de cassation ayant refusé la révision du procès le 14 décembre 2006.

#### La Seconde Guerre mondiale

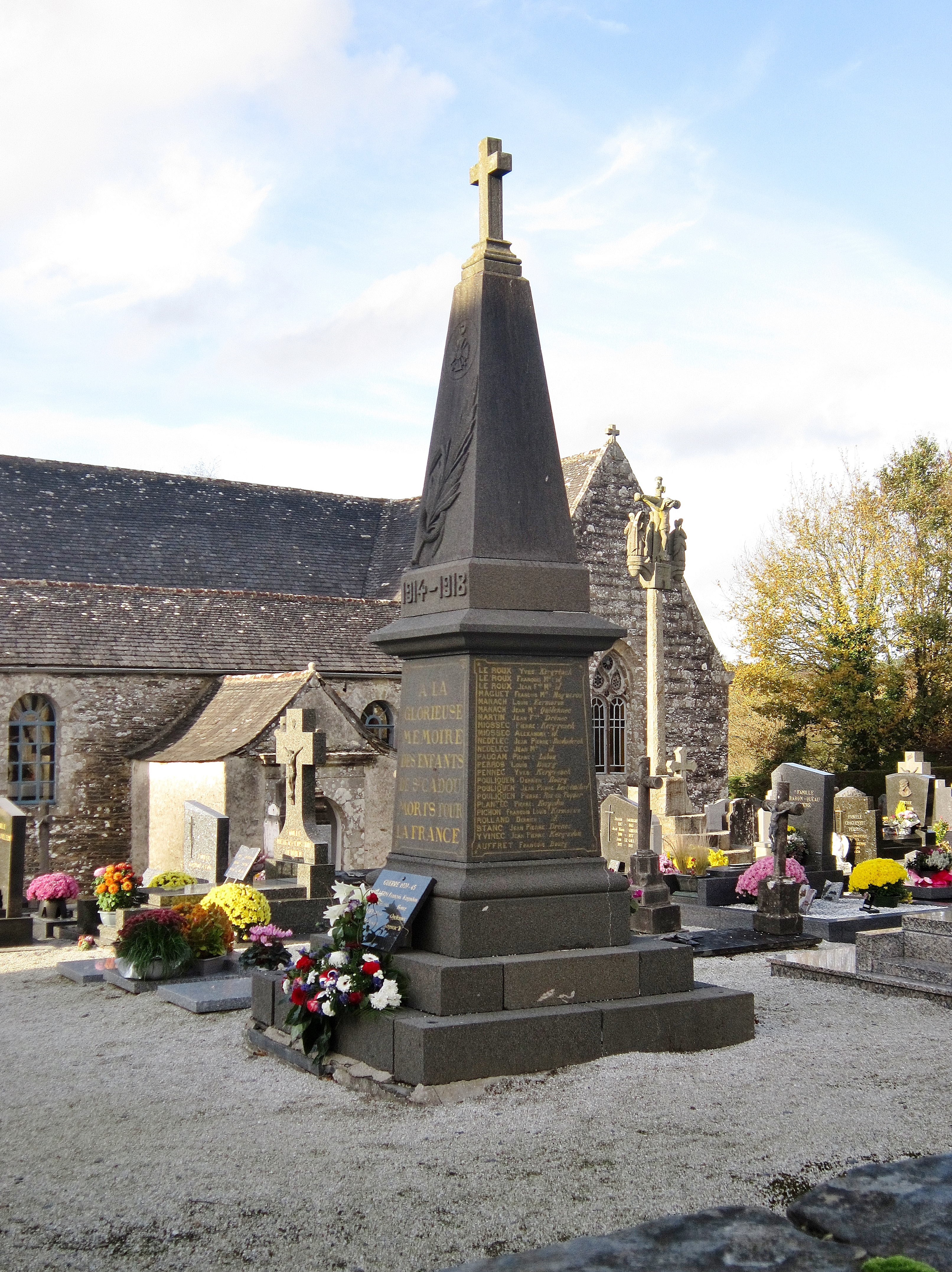
Le monument aux morts de Saint-Cadou (commune de Sizun).

Le monument aux morts de Sizun porte les noms de vingt-cinq personnes mortes pour la France pendant la Seconde Guerre mondiale ; parmi elles Jean Alexandre Le Gall, second maître canonnier et Albert Emeury, matelot, tous deux sur le cuirassé Bretagne, victimes de l'attaque anglaise sur Mers El-Kébir le 2 juillet 1940 ; Yves Mescam, résistant (il a constitué le groupe F.T.P.F. "Singe" à Lanmeur et réceptionna des agents secrets à Guimaëc en juin 1944), arrêté dans la rafle de Canihuel le 11 juillet 1944, torturé et fusillé à L'Hermitage-Lorge, Médaille de la Résistance française. Celui de Saint-Cadou porte les noms de quatre personnes mortes pour la France pendant cette même guerre.
En décembre 1943, Mlle Orlac'h, une jeune commerçante, fut assassinée à Sizun d'un coup de pistolet par un soldat allemand.
Albert David Rothschild, d'origine juive, fils de commerçants brestois, se réfugia à Sizun pendant l'Occupation. Âgé d'une trentaine d'années, aimant la pêche et parfaitement assimilé aux jeunes du pays, il ne se cachait pas, malgré son port de l'étoile jaune. Il entra dans le réseau de résistance Justice de Morlaix, animé dans le canton de Sizun par François Manac'h et Lucien Messager. Le 10 juin 1944, le réseau sabote une ligne téléphonique près des moulins de Kerouat. Les Allemands réquisitionnent tous les hommes âgés de 16 à 50 ans pour surveiller la ligne. Jacques Bellec, de Kerouat, est abattu par méprise par les Allemands qui croyaient avoir affaire à un terroriste. Albert Rothschild est arrêté et conduit à la Feldkommandantur de Sizun et violemment battu. Son corps supplicié fut retrouvé, les mains liées dans le dos, sous un tas de charbon dans la cour de l'école, au lendemain de la libération de Sizun.
Le 6 août 1944, le maréchal des logis Giroult, de la brigade de gendarmerie de Sizun, apprend que des militaires allemands se cachent dans un champ en bordure de la route de Sizun à Quélennec. Revêtu de son uniforme et faisant preuve de culot, il va les trouver et les persuade de se rendre en leur disant que les Américains sont déjà à Sizun, ce qui est faux. Les soldats allemands démontent leurs armes et se rendent. Ils sont convoyés par le bataillon FTP René Caro à Brasparts où ils sont détenus dans l'école publique. L'état-major allemand décide alors un coup de main audacieux pour libérer les prisonniers : venu de Brest, un convoi allemand déguisé en convoi américain parvient le 16 août 1944 à libérer les Allemands prisonniers après des combats qui font plusieurs morts dans le bourg de Brasparts et plusieurs résistants sont aussi faits prisonniers. Pendant le retour du convoi allemand vers Brest, des combats sanglants ont lieu au Tréhou où cinq résistants de la compagnie de Plounéour-Ménez sont tués, et à Irvillac où dix-sept résistants de la compagnie de La Feuillée sont tués.
Hervé Guénolé, né le 22 décembre 1922 à Sizun, quartier-maître canonnier à bord du Tramontane, mort lors du naufrage de ce bateau le 8 novembre 1942 dans le port d'Oran (Algérie) canonné par le HMS Aurora (12)lors du débarquement anglo-américain en Afrique du Nord et décoré de la Médaille militaire et de la Croix de guerre 1939-1945 avec palmes.

### LeXXIesiècle

#### Le legs d'Anne Fayet
En octobre 2000, la commune de Sizun peut enfin disposer d'un legs de dix millions de francs (1,9 million d'euros) fait à sa mort en 1995 par Anne Fayet, native de Sizun. Cet argent a servi entre autres à construire une annexe à l'école maternelle. En hommage à Anne Fayet, un lotissement de la commune porte son nom.

## Héraldique
| Blason de Sizun | Blason  | D'argent aux sept mouchetures d'hermine de sable ordonnées 3, 3 et 1, à la bordure de sinople chargée de huit besants d'or. Ornements extérieursTimbré de l'arc de triomphe d'or de l'enclos paroissial Saint-Suliau, soutenu à dextre et senestre d'un feuillage roman de gueules. A la pointe de l'écu, d'azur ondé, à deux truites d'argent affrontées, avec terrasse de sinople. Bordant à l'onde d'azur, la banderole de gueules à lettres d'argent, portant la devise. Devise / Cri« Sizun sklerder menez are » (Sizun, clarté des Monts d'Arrée). |
| Blason de Sizun | Détails | Les hermines situent la terre de Bretagne et les besants d'or sur fond de sinople, classant la commune dans sa vocation agricole. L'arc de triomphe de l'enclos, formant la couronne murale est noté comme le plus beau de Basse-Bretagne, selon le livre de références "La vie des Saints de la Bretagne Armorique" d'Albert Le Grand. Le feuillage roman de gueules est inspiré du très bel orgue de l'église, représentatif monument de l'art musical sacré breton. Les truites, produit de l'Elorn en particulier, en plus des projets prévus, sont mises de même à contribution pour la décoration des armoiries et s'y ajoute la devise démontrant le caractère exemplaire local, allant toujours de l'avant et au plus haut degré en pays de Léon. concepteur : Yann et Mone Nicolas Blason décrit sur le site officiel de la commune. |

## Démographie
L'évolution du nombre d'habitants est connue à travers les recensements de la population effectués dans la commune depuis 1793. Pour les communes de moins de 10 000 habitants, une enquête de recensement portant sur toute la population est réalisée tous les cinq ans, les populations de référence des années intermédiaires étant quant à elles estimées par interpolation ou extrapolation. Pour la commune, le premier recensement exhaustif entrant dans le cadre du nouveau dispositif a été réalisé en 2006.
En 2022, la commune comptait 2 334 habitants, en évolution de +2,91 % par rapport à 2016 (Finistère : +2,16 %, France hors Mayotte : +2,11 %).
| 1793  | 1800  | 1806  | 1821  | 1831  | 1836  | 1841  | 1846  | 1851  |
| ----- | ----- | ----- | ----- | ----- | ----- | ----- | ----- | ----- |
| 2 888 | 2 899 | 2 887 | 3 156 | 3 638 | 3 650 | 3 758 | 3 843 | 3 900 |

| 1856  | 1861  | 1866  | 1872  | 1876  | 1881  | 1886  | 1891  | 1896  |
| ----- | ----- | ----- | ----- | ----- | ----- | ----- | ----- | ----- |
| 3 945 | 3 960 | 3 875 | 3 716 | 3 861 | 3 879 | 3 808 | 3 702 | 3 577 |

| 1901  | 1906  | 1911  | 1921  | 1926  | 1931  | 1936  | 1946  | 1954  |
| ----- | ----- | ----- | ----- | ----- | ----- | ----- | ----- | ----- |
| 3 685 | 3 661 | 3 528 | 3 343 | 3 123 | 2 969 | 2 830 | 2 608 | 2 396 |

| 1962  | 1968  | 1975  | 1982  | 1990  | 1999  | 2006  | 2011  | 2016  |
| ----- | ----- | ----- | ----- | ----- | ----- | ----- | ----- | ----- |
| 2 201 | 2 025 | 1 787 | 1 765 | 1 728 | 1 850 | 2 129 | 2 232 | 2 268 |

| 2021  | 2022  | - | - | - | - | - | - | - |
| ----- | ----- | - | - | - | - | - | - | - |
| 2 319 | 2 334 | - | - | - | - | - | - | - |

Sizun, après une stagnation démographique pendant la Révolution française et l'Empire, connaît un essor démographique pendant les deux premiers tiers du XIXe siècle (+1 058 habitants entre 1806 et 1861, soit +36,7 % en 55 ans), atteignant son apogée en 1861 avec 3 960 habitants. Une période de stagnation démographique commence alors pendant une vingtaine d'années entre 1861 et 1881, suivie d'un long et important déclin démographique qui s'amorce pendant les deux dernières décennies du XIXe siècle et s'amplifie à partir de la Première Guerre mondiale, la population baissant de 1 800 habitants entre 1911 et 1990, perdant donc un peu plus de la moitié de sa population (-51 % en 79 ans). La dernière décennie du XXe siècle voit s'amorcer un renouveau démographique (+122 habitants entre 1990 et 1999), qui s'amplifie pendant les premières années du XXIe siècle (+279 habitants entre 1999 et 2006), Sizun étant touché par la périurbanisation qui essaime à partir des villes de Brest, Landerneau et Landivisiau, ce dont témoigne la construction de plusieurs lotissements depuis une vingtaine d'années.
En dix ans, entre 1998 et 2007, la commune a enregistré 284 naissances et 319 décès, enregistrant donc un léger déficit naturel de 35 habitants. Le solde migratoire, négatif avant 1975 en raison de l'exode rural, est devenu positif surtout ces dernières années (+2,4 % l'an en moyenne entre 1999 et 2006). En 2006, les 65 ans et plus représentaient 19 % de la population communale, contre 22 % pour les 0 à 14 ans.
La densité de la population communale est de 36,6 hab./km2.
La commune possède un EHPAD (Établissement d'hébergement pour personnes âgées dépendantes) qui compte 75 lits.

### Évolution du rang démographique
| selon la population municipale des années : | 1968 | 1975 | 1982 | 1990 | 1999 | 2006 | 2009 | 2013 |
| Rang de la commune dans le département      | 85   | 102  | 125  | 115  | 106  | 99   | 98   | 98   |
| Nombre de communes du département           | 286  | 283  | 283  | 283  | 283  | 283  | 283  | 283  |

En 2017, Sizun était la 98e commune du département en population avec ses 2 265 habitants (territoire en vigueur au 1er janvier 2020), derrière Plounévez-Lochrist (97e avec 2 291 habitants) et devant Dirinon (99e avec 2 261 habitants).

## Politique et administration

### Liste des maires
En 1840 et en 1853, le maire est Boucher (nommé par le gouvernement impérial). En 1865, c'est Le Bras (nommé aussi par le gouvernement impérial).
Le canton de Sizun regroupait les communes de Commana, Locmélar, Saint-Sauveur, Sizun, il fut supprimé en 2015 après le redécoupage.

## Enseignement
Outre deux écoles (groupe scolaire public et école privée à la fois maternelle et primaire, Sizun possède un collège public (297 élèves à la rentrée scolaire de septembre 2011), avec internat de 25 places, le collège du Val d'Élorn.
Le groupe scolaire public possède une filière bilingue breton-français, et le collège a vu à la rentrée de septembre 2011, l'ouverture d'une section bilingue français-breton.
À la rentrée 2016, 86 élèves étaient scolarisés dans la filière bilingue publique (soit 26 % des enfants de la commune inscrits dans le primaire).

## Économie

### La capitale de la crêpe
En 1950, des crêpières de Sizun découvrent une méthode pour conserver des crêpes fraîches et souples pendant plusieurs semaines. Un Sizunien se lance dès 1951 dans la fabrication industrielle et la commercialisation en grande série de crêpes. Lors de l'apogée dans les années 1960, 27 crêpières œuvraient à Sizun.

### Industrie
- « MAGSI », une usine de matériel agricole, spécialiste de l'accessoire de manutention agricole, industriel, construction ou espaces verts, emploie une cinquantaine de salariés. L'usine est implantée ZAC de Bel-Air.

### Tourisme
Sizun, station verte au pied des monts d'Arrée, fait partie du Circuit des Enclos et dispose d'une infrastructure touristique assez développée : un office de tourisme, un hôtels-restaurants, lHôtel-restaurant des Voyageurs, d'un restaurant-pizzeria lOrée des Monts, d'une crêperie Crêperie de l'Argoat, de gîtes et à Saint-Cadou. Il se trouvait également un parc de loisirs, bar, crêperie et restaurant à Milin Kerroc'h fermé en 2022.

## Monuments et sites

### L'enclos paroissial
L'enclos paroissial, classé monument historique, regroupe plusieurs édifices remarquables :
- l'arc de triomphe (1585 - 1588), dont une reproduction grandeur nature a été exposée en 1989 dans les jardins des Tuileries à Paris à l'occasion des cérémonies de célébration du bicentenaire de la Révolution française, est classé monument historique depuis 1884 ; c'est un monument représentatif de la Renaissance bretonne ;
- la chapelle-ossuaire (1585) dont la façade est ornée des statues des Douze Apôtres ; elle abrite aujourd'hui un musée d'art et traditions populaires montrant lit-clos, horloge, costumes, broderies ; une femme aux seins nus est représentée juste sous les Douze Apôtres et ils sont surmontés d'une série de figurines, dont deux représentent des femmes accroupies qui exhibent leurs vulves. Les sculpteurs de cette façade ont fait preuve d'une grande liberté par rapport aux modèles ornementaux de la Renaissance.
- l'église Saint-Suliau, restaurée en 2009-2012, date du XVIe au XVIIIe siècle et son clocher (1728-1735) est haut de 56 mètres. Son porche sud, du XVIe siècle, est de style flamboyant. Une statue de saint Suliau, en chasuble, surmonte la porte intérieure, sur une console portant la date de 1414. L'église possède un maître-autel du XVIIe siècle, richement décoré et sculpté, quatre autre retables en pierre calcaire ou en bois, plusieurs statues anciennes et un orgue polychrome construit de 1683 à 1686 par Thomas Dallam. Restauré en 1969-1971, l'instrument est depuis cette date le support d'une vie musicale active. Un baptistère surmonté d'un baldaquin en bois sculpté date de 1630. Un reliquaire en argent de saint Suliau date de 1625. L'église a conservé une bannière de procession du XVIIe siècle où sont représentés saint Suliau sur l'une des faces et le Christ en croix sur l'autre face[100]. Une sirène décore le pignon ouest de l'église, le buste d'un homme étant représenté derrière elle[101].

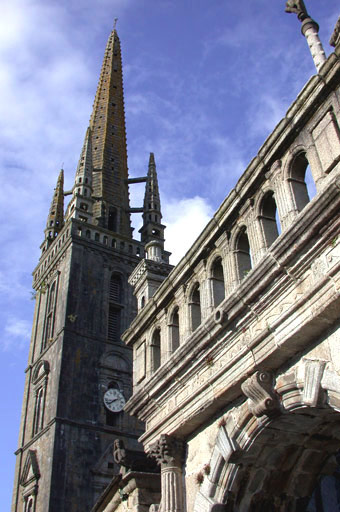
Le clocher de l'église.
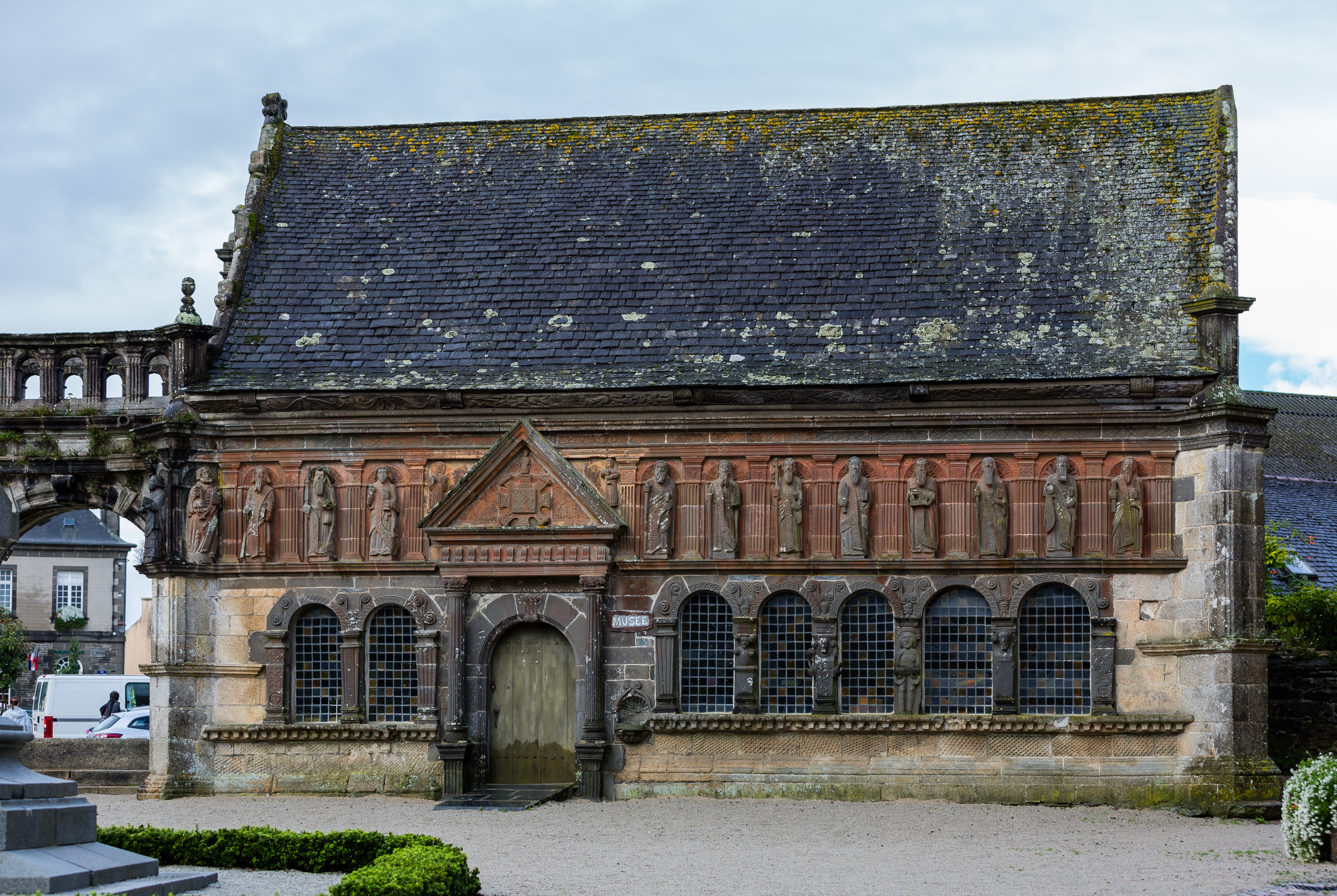
L'ossuaire.
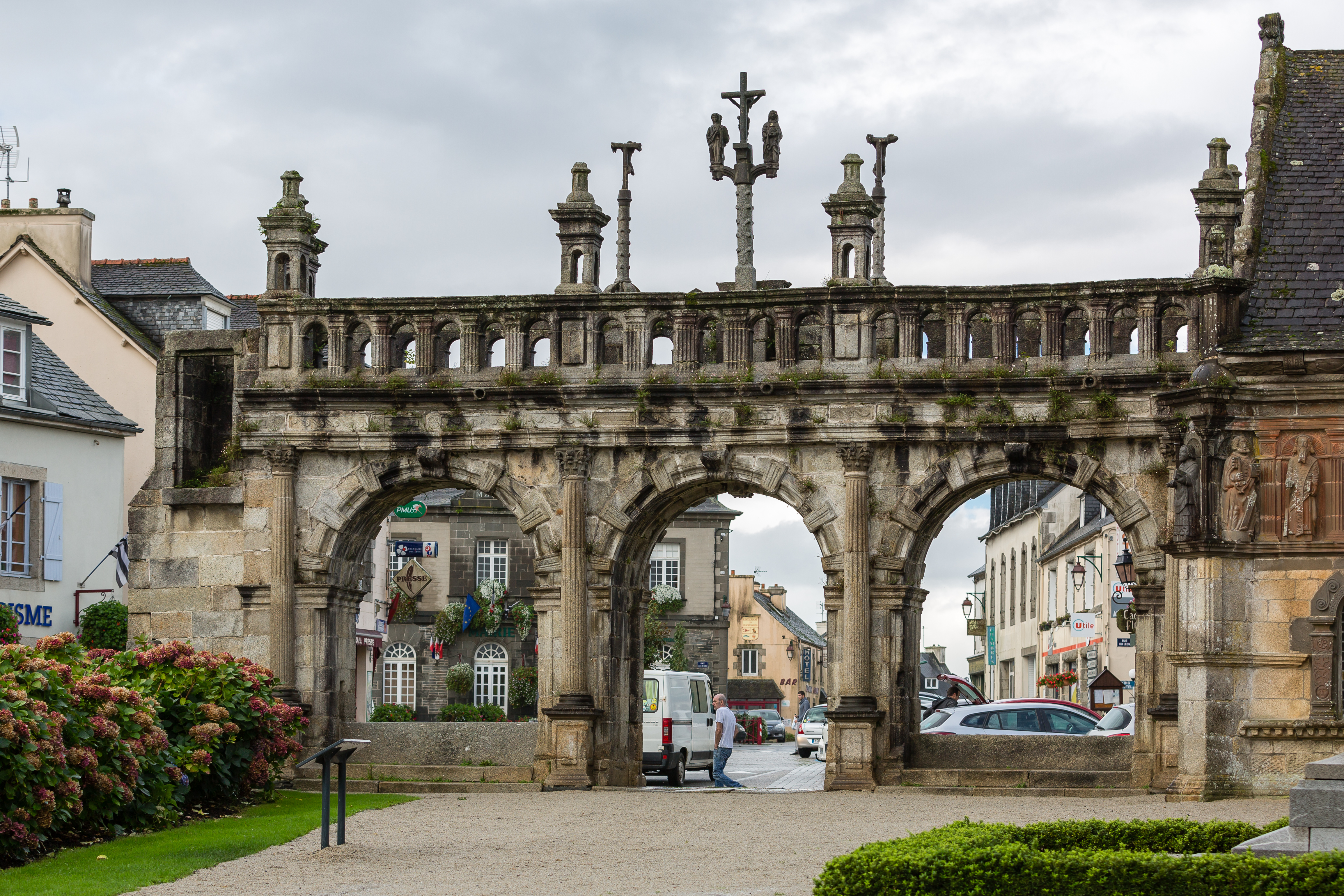
L'arc de triomphe.
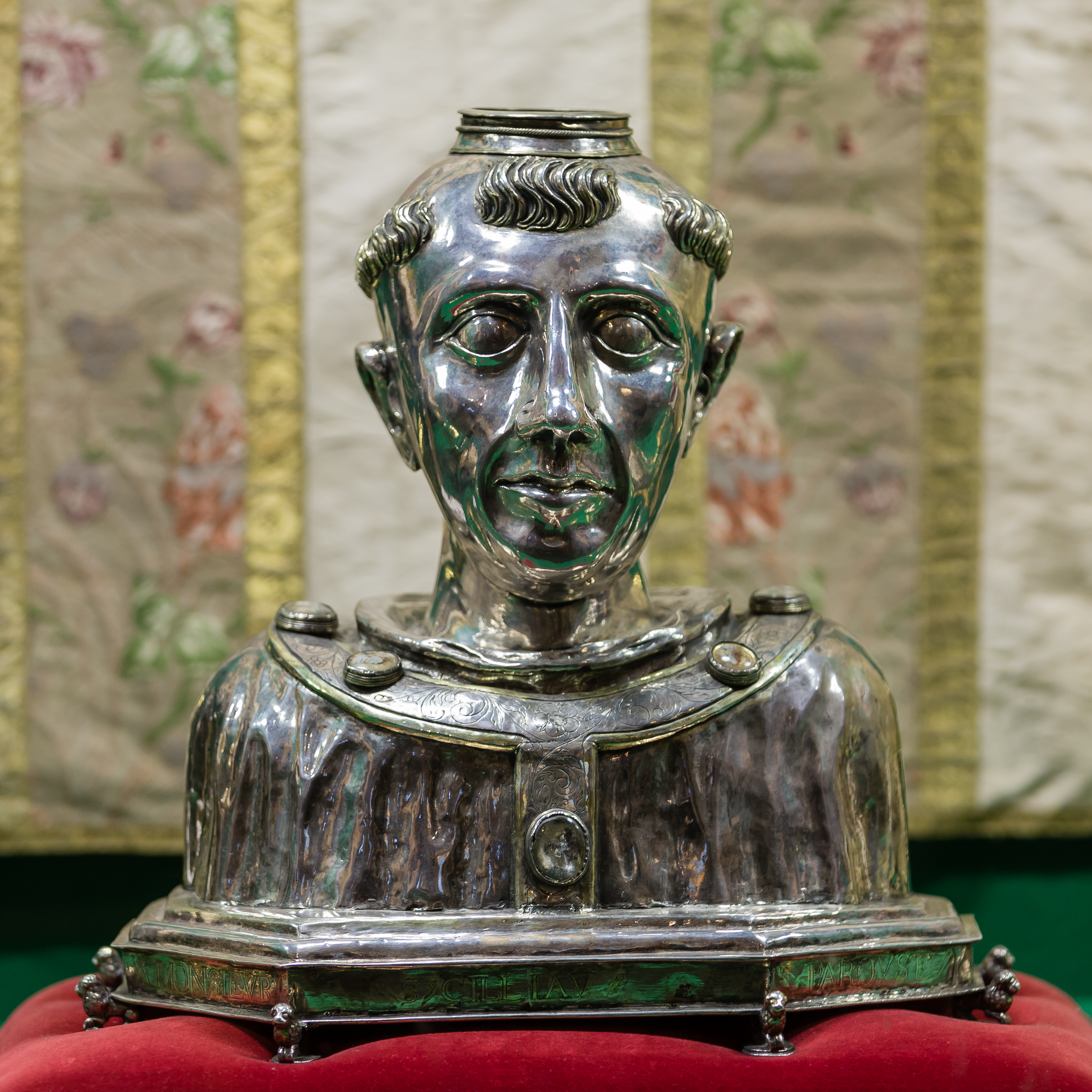
Le buste reliquaire de saint Suliau.

### Autres monuments

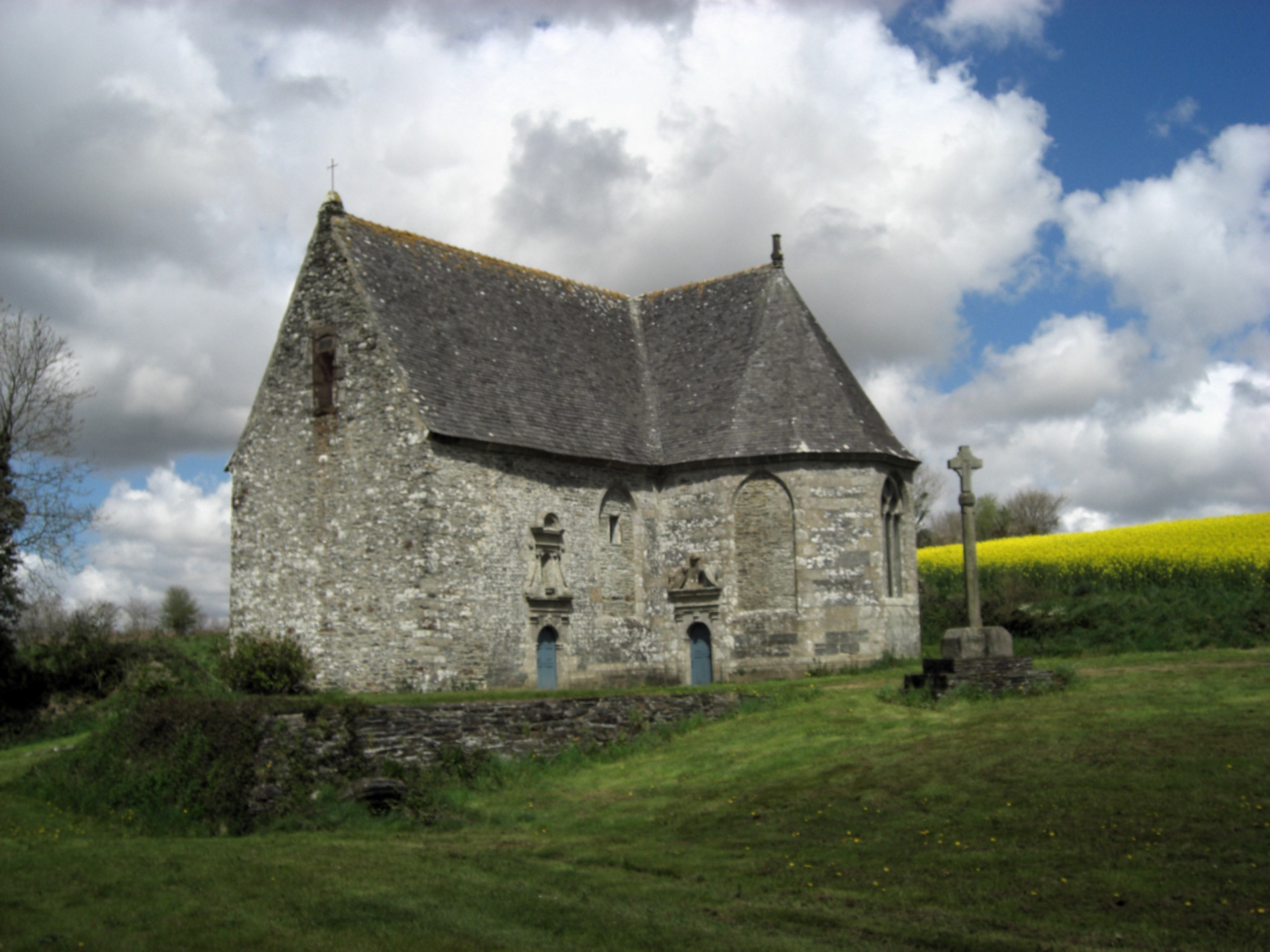

- La chapelle Saint-Ildut[102] est consacrée à saint Ildut, moine gallois qui fut, à la fin du Ve siècle, le maître des futurs évangélisateurs de l'Armorique (Samson, Gildas, Pol-Aurélien). La chapelle est un monument très homogène du 17e siècle, lorsque le lieu était particulièrement renommé grâce à la proximité de la "vieille route de Carhaix" et à des guérisons miraculeuses. Le monument porte les dates de 1653, 1677 et 1727. Il se singularise par ses proportions inhabituelles (la nef ayant été raccourcie en 1862), la hauteur de sa voûte, la qualité particulière de la construction. Très dégradée, la chapelle faillit être vendue et démolie en 1930 mais elle a connu une renaissance à partir de 1965, lorsque son pardon (le premier dimanche d'août) fut relancé. Il demeure aujourd'hui une fête bretonne (religieuse et profane) renommée notamment pour ses processions en costumes anciens. Le mobilier de la chapelle comporte deux statues anciennes (saint Ildut et Vierge-mère) et un retable (17e - 18e s.) provenant vraisemblablement de l'ossuaire de l'enclos paroissial. Le grand épi de faîtage de la croisée, en plomb, est présenté dans la chapelle en attendant d'être installé lorsque la charpente aura été restaurée.
- L'église Saint-Cadou de Saint-Cadou[103] du XVIIe et XIXe siècles et son calvaire, qui date de 1744. Une gargouille en kersanton montre une sirène-oiseau[104], dont la tête a malheureusement été perdue ; une autre gargouille du pignon sud de cette même église représente une sirène-poisson dont la longue queue forme un nœud[101]. L'église comporte un intéressant mobilier : retable du maître-autel, 17e s. ; retables latéraux 17e-19e s. ; stations du chemin de croix en ardoises locales gravées par le dernier recteur de la paroisse.
- Une vingtaine de croix[105] parsèment le territoire communal.
- Plusieurs maisons à avancée (apotheiz) ont été recensées : l'une d'entre elles, datant de 1640, se trouve à Kergudon en Saint-Cadou[106].

La vallée de l'Élorn est à l'origine de plusieurs centres d'intérêt :
- L'Élorn, fleuve côtier réputé pour ses poissons, attire de nombreux pêcheurs (truite, saumon, alose). L'AAPPMA (Association Agréée de Pêche et de Protection du Milieu Aquatique de l'Élorn), forte de plus de 1 000 adhérents, gère la pêche dans la partie fluviale du cours de l'Élorn, lac du Drennec inclus, ainsi que dans la partie amont de la Penzé et quelques autres petits cours d'eau.
- La Maison de la Rivière, de l'Eau et de la Pêche[107], située à la périphérie du bourg dans l'ancien moulin du Vergraon, présente tous les aspects de la vie d'une rivière (aquariums, maquettes) et possède une annexe la Maison du lac. Une station aquacole INRA-IFREMER de salmoniculture est implantée le long de l'Élorn, juste en aval du barrage du Drennec.
- Le lac du Drennec est à cheval sur les communes de Commana et Sizun. C'est un lac-réservoir de 110 hectares renfermant 8,7 millions de m3 d'eau, avec barrage poids formé de 500 000 tonnes de matériaux et de remblais, datant de 1982, destiné à stocker de l'eau potable pour l'approvisionnement de la région brestoise et d'une bonne partie du nord du Finistère. En 2009, profitant de la hauteur de chute de 25 mètres créée par le barrage, une petite centrale hydroélectrique a été aménagée, dotée d'une turbine principale de 139 kW, et de deux petites turbopompes qui produit environ 3 300 kilowattheures par jour, soit environ la consommation électrique de 120 maisons[108]. Un sentier pédestre de 7 km en fait le tour, permettant de découvrir paysages, faune et flore[109]. Le centre nautique de l'Arrée s'y est installé. Deux plages ont été aménagées.

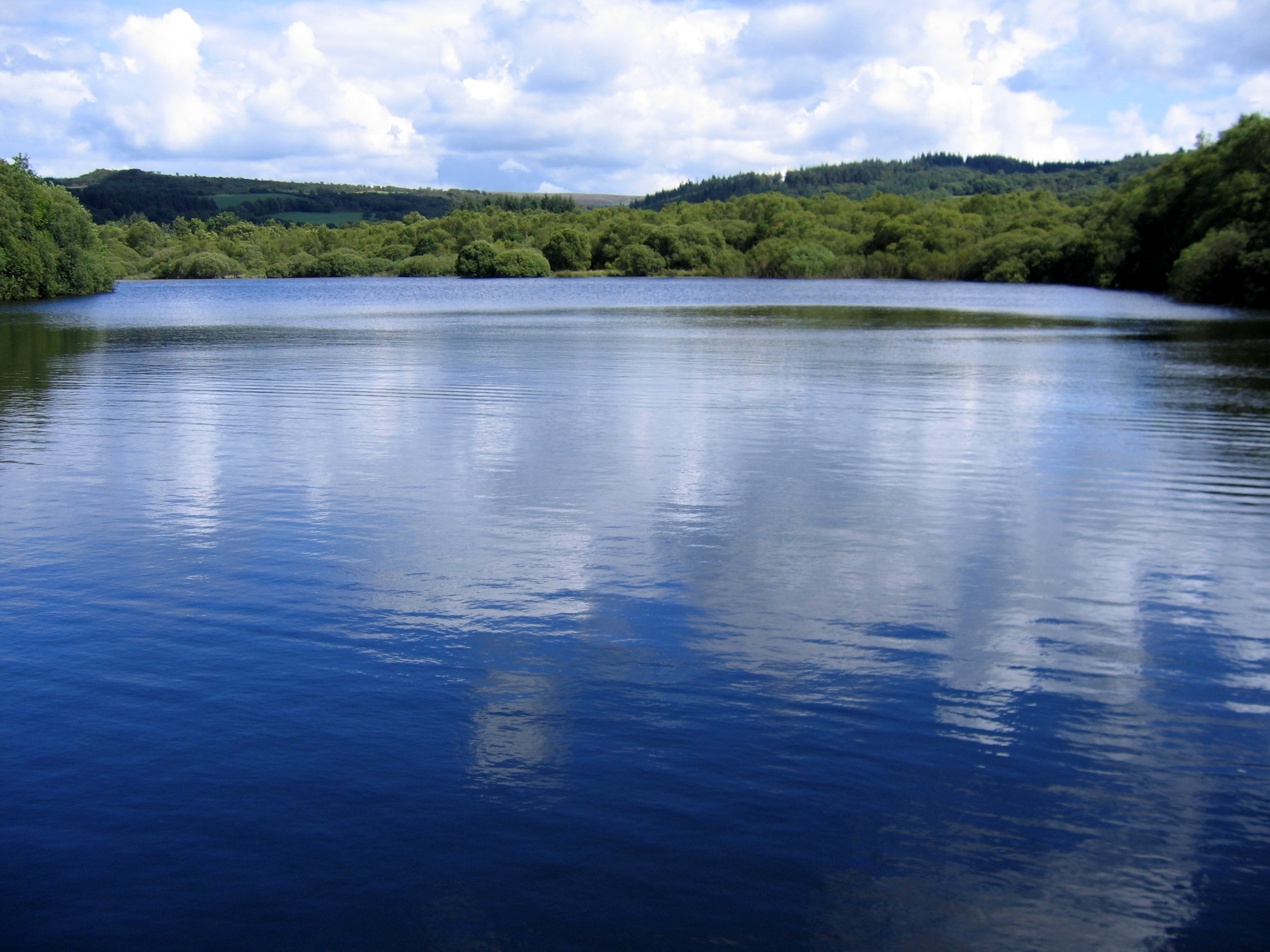
Le lac du Drennec : vue générale.
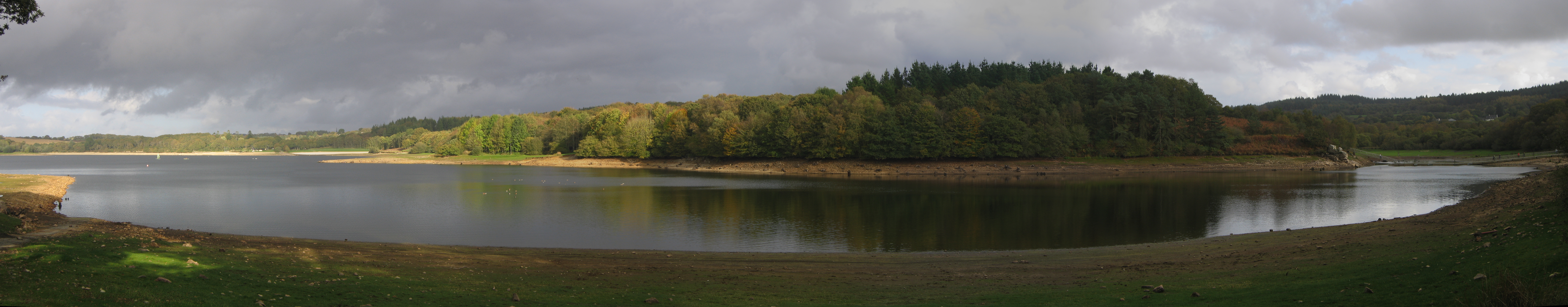
Vue panoramique du lac du Drennec.
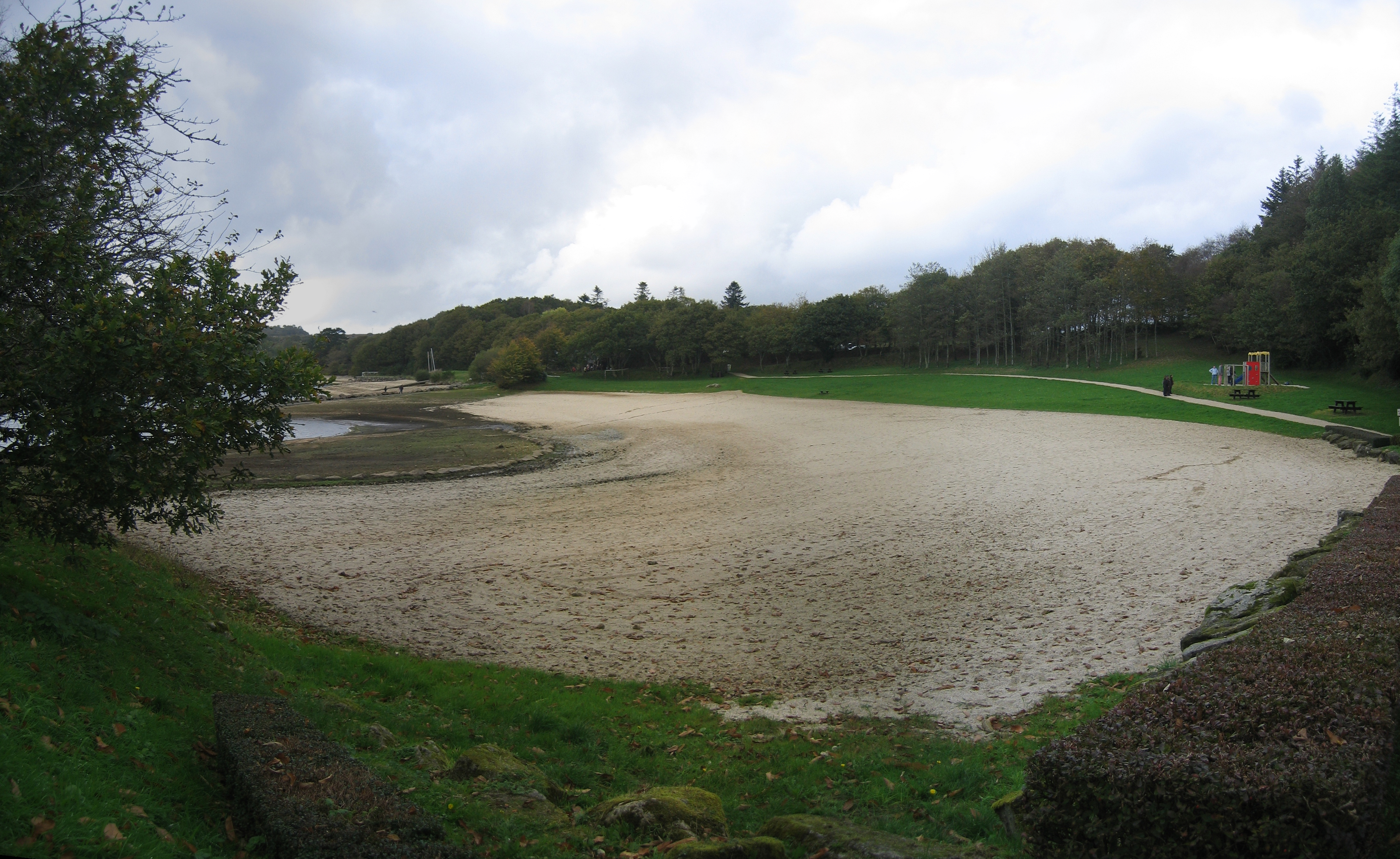
L'une des plages aménagées en bordure du lac du Drennec.
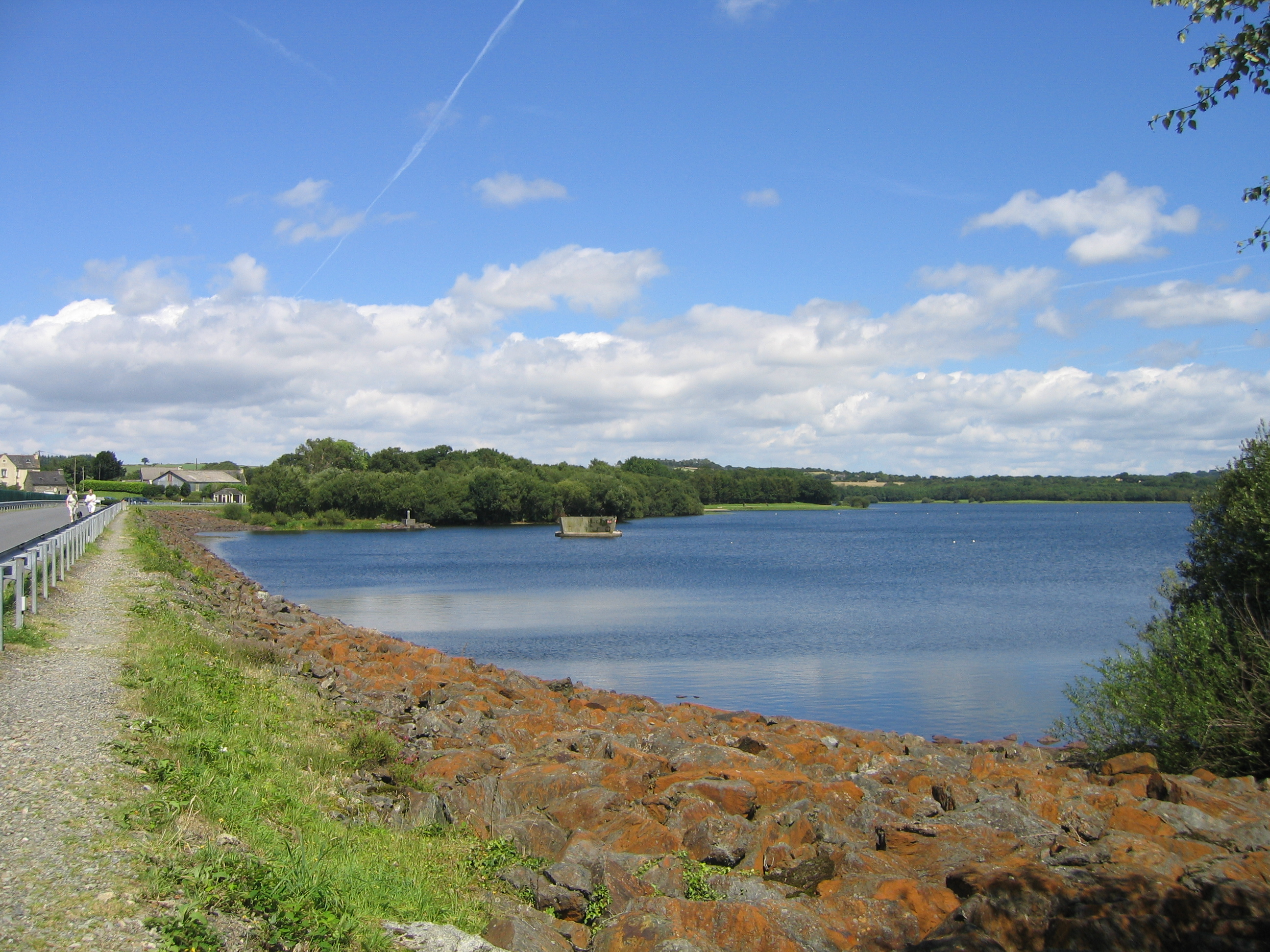
Le barrage poids barrant l'Élorn.

- Le centre de loisirs de Milin-Kerroc'h est un étang privé situé à proximité du bourg. Il n'est plus en activité.
- Le centre d'art et nature de Kervelly et les moulins de Kerouat (ces derniers dépendant du parc naturel régional d'Armorique) sont situés à la limite de Sizun et de Commana.
- 12 moulins dont ceux de Vergraon, Gollen, Moulin-Neuf, Le Drennec.

## Associations
- ASST AS Sizun - Le Tréhou.
- Le Cercle celtique de Sizun Lapoused ar Menez (Oiseaux de la Montagne) a été formé en 1988[110].
- Les Amis de Loc-Ildut, association créée en 1985 par François Olier, dont le but est de sauver la chapelle de Loc-Ildut (en Sizun) et aussi de restaurer le patrimoine local.
- L'Association Assomniak organise des événements culturels à Saint Cadou, dont « La fête du bourg au printemps » et le « fez-noz des faucheurs » à l'automne[111].
- L'association Kadhangar, située au bourg de Saint Cadou, met à disposition de ses membres un espace collectif pour divers ateliers (manuels, créatifs, culturels, philosophiques…).

## Récompenses
« Ti-Yec'hed Menez Are » la maison de santé des Monts d'Arrée qui regroupe diverses professions de santé (deux généralistes, un dentiste, une sage-femme, une ostéopathe et un ergothérapeute) s'est vu décerner en 2021 le prix de l'avenir de la langue bretonne. Les prix de l'avenir de la langue bretonne « Prizioú » sont organisés chaque année par France 3 Bretagne et l'Office Public de la Langue Bretonne. Ils mettent en lumière les meilleures créations en langue bretonne de l'année précédente.
Ordonnances, cartes de visite, signalétique dans le cabinet, tout est bilingue. Un des médecins accueille les patients en breton.

## Personnalités
[réf. nécessaire]
- Alain de La Roche, Dominicain propagateur de la dévotion du Rosaire, est, d'après son biographe du 17e siècle, le Dominicain dinannais Pierre Drugeon (Le Rosier mystique, 1686), issu de la "maison de Guerbileau, l'une des plus illustres et des plus anciennes de la Basse-Bretagne". Il s'agit de la famille de La Roche, seigneurs de Kerbilo en Sizun (le manoir, anciennement orthographié Kerbileau ou Guerbileau, était situé au nord de la commune). Né très probablement à Sizun en 1428, Alain de La Roche fit profession dominicaine au couvent de Dinan et mourut à Zwolle (Pays-Bas) en 1475.
- Yves Abgrall, né à Sizun le 16 juillet 1691, reçu au séminaire à Paris le 9 juin 1711, fait ses vœux le 10 juin 1713 comme membre de la Congrégation de la Mission, devenant donc lazariste. Il fut visiteur provincial. Il décède à Toul le 22 février 1751[112].
- Yves Inizan, né au Tréhou en 1755, mort à Sizun le 23 juillet 1799, ancien député de l'Assemblée législative en 1791. Le 26 novembre 1791, il propose devant l'Assemblée législative de traduire en breton la nouvelle Constitution du royaume, "pareillement le code rural et les principales lois qui s'appliquent au régime des campagnes".
- Joseph-Marie Boucher, né à Sizun le 23 septembre 1829, mort à Landerneau le 28 mars 1907, notaire à Landerneau, est élu député du Finistère au scrutin de liste le 4 octobre 1885 et réélu en 22 septembre 1889 au 1er tour de scrutin d'arrondissement. Il siège à droite.
- Henri Derrien, né à Sizun le 23 juillet 1857, avocat, fut élu député de la première circonscription de Lannion dans les Côtes-du-Nord le 30 mai 1897, remplaçant de Kergariou, et réélu en 1898 ainsi qu'en 1902. Il siège dans le groupe Action libérale. Décédé le 7 octobre 1903.
- Pierre Mazé, né à Sizun le 9 janvier 1893, médecin, fut député radical du Finistère (1932-1936), sous-secrétaire d'État aux Travaux Publics du 24 janvier au 4 juin 1936 dans le gouvernement Albert Sarraut II. Il est élu maire de Sizun à la Libération, jusqu'à son décès le 14 avril 1946.
- Éric Lagadec est un astrophysicien français né à Sizun le 4 juillet 1980. Enseignant-chercheur, il officie comme astronome adjoint au sein du laboratoire Lagrange de l'observatoire de la Côte d'Azur. De 2020 à 2022, il a été le président de la Société française d'astronomie et d'astrophysique (SF2A).

## Contes et légendes
- Les deux amis (histoire de Jean Bleiz ou Bleiz du Menez, originaire de Sizun, transcrite par Anatole Le Braz[113]).

## Filmologie
- Dans le journal télévisé du 15 mars 1996, le reportage Une ardoisière à Saint-Cadou[114] montre l'exploitation d'une ardoisière située à Saint-Cadou et momentanément sauvée par les commandes d'ardoises rustiques liées à la restauration de la cathédrale de Quimper.
- La Complète : "L'apprentissage du breton" du 8 février 2011 sur TEBEO (à 7 min).
- Le 6 avril 2011, la maison de la rivière participe à l'émission "Le pêche en eau douce" sur TEBEO.
- :La complète du 12 décembre 2012 sur TEBEO.
- "Reportage sur la pisciculture expérimentale Inra des Monts D'Arrée (Peima)" du 5 novembre 2014.
- ICI 12/13 Bretagne du 22 mars 2025 - manifestation des parents d'élèves contre les tarifs de la cantinehttps://www.facebook.com/share/v/19zMN1yUFv/